# Історія Запорізької області
Історія Запорізької області — історія у межах сучасної Запорізької області України, відоме з історичних джерел. Є складовою історії України.

## Археологія
Запорізька область багата на археологічні пам'ятки. Люди на території області жили з найдавніших часів.
У області численні знахідки древніх кісток тварин. Так у 1940 році на березі Азовського моря знайдено кістяк південного слона, який було вивезено з України, до Санкт-Петербурзького музею зоології.

### Давньокам'яна доба

#### Рання давньокам'яна доба
Окремих палеолітичних стоянок не виявлено. У Запорізькій області виявлено знахідки крем'яних знарядь праці:
- на південній околиці селища Федорівки Запорізького району,
- в урочищі Круглику досліджено залишки одного з найдавніших в Україні стійбищ ранньої давньокам'яної доби (300—100 тисяч років тому),
- у села Кінські Роздори Пологівського району,
- на Тавовжанському острові Вільнянського району.

#### Середня давньокам'яна доба
Доба характеризується двома зледеніннями. Людей цієї доби називають неандертальцями. Вони жили полюванням на бізона, тура, мамута й оленя.
У Запорізькій області виявлено стоянки:
- недалеко від села Петро-Свистунового Вільнянського району, біля скелі Орла, виявлено давньокам'яну стоянку мустьєрської культури, що існувала приблизно 100—40 тисяч років тому,
- у селі Федорівка Запорізького району,
- у селі Ясинувате Вільнянського району,
- на Лисій Горі у місті Василівка,
- у селі Балки Василівського району.

#### Пізня давньокам'яна доба
За пізньо-давньокам'яної доби жили люди сучасного типу — кроманьйонці. Біля села Петро-Свистуново відомі ще 7 стоянок пізньої давньокам'яної доби (40—13 тисяч років тому): Балка Дубова, Кайстрова Балка, Осокорівка, Улянівка та інші. Інші стоянки: Федорівка, Балки, Показове, Лиса Гора. Біля Кам'яної Могили виявлені стоянки пізньо-давньокам'яної доби Ново-Павлівка й Секіз-1.

### Середньокам'яна доба
Виявлені знахідки середньокам'яної доби у Кам'яної Могили й у Василівці-на-Дніпрі біля межи Запорізької області з Дніпропетровською.

### Новокам'яна доба
За новокам'яної доби проходить зміна господарства від привласнювального до відтворювального. У Запорізькій області було виявлено археологічні культури: сурську й азовсько-дніпровську.
На берегах річок Дніпра, Берди та Молочної відомо близько 20 пам'яток новокам'яної доби (VII—IV тисячоріччя до Р. Х.). Найкраще досліджені з них Вільнянський та Вовнізький могильники поблизу Запоріжжя.
Унікальною пам'яткою новокам'яної доби є святилище — Кам'яна могила поблизу Мелітополя, в долині степової річки Молочної. Тут височить мальовничий бугор (площа близько 3 га) з пісковикових глиб, під навісами яких, на стелях гротів, вибиті зображення чаклуна, тварин — биків, коней та оленя, риболовні сіті, ступні ніг тощо. Це святилище існувало протягом V—І тисячоріч до Р. Х., тобто й за бронзової доби.

#### Сурсько-дніпровська культура
Залишки поселень Сурсько-дніпровської культури виявлені у Надпоріжжі (Стрільча Скеля, Собачки) й на Надозів'х (біля села Семенівка).

#### Азовсько-дніпровська культура
Стоянки цієї культури виявлені у Надпоріжжі (на острові Вовчок, село Василівка), Надозів'ї, понад річки Молочна (села Семенівка й Терпіння Мелітопольського району).

### Мідна доба

#### Середньостогова культура
Середньостогова культура походить від острова Середній Стіг північніше Хортиці у місті Запоріжжя, де вперше виявлене поселення цієї культури. Культура існувала у другій половині 4 — на початку 3 тисячоріччя до Р. Х. Носії вели напівосіле життя. Інші поселення культури існували на островах Надпоріжжя: Хортиці, Дурній Скелі (біля шлюзу Дніпрогесу), Виноградному (Вільнянський район). Поховання культури виявлено у Федорівці (Запорізький район), Петро-Свистунове (Вільнянський район) й Благовіщенка (Кам'янсько-Дніпровський район).

#### Нижньомихайлівська культура
Нижньомихайлівська культура з'явилася у Запоріжжі наприкінці 4 тисячоріччя до Р. Х. Носії залишили після себе кургани у Виноградному Токмацького району, Вільногрушівці Вільнянського району та у інших.

#### Новоданилівська культура
Новоданилівська культура названа за вперше виявленими похованнями у кам'яних ящиках у Новоданилівці Оріхівського району.

### Бронзова доба
За бронзової доби східні степи України виявились густо заселеними. Тут мешкали індоєвропейські племени ямної, катакомбної, зрубної культур.
На території Запорізької області збереглось понад сто пам'яток бронзової доби (ІІІ—І тисячоріччя до Р. Х.).
За мідної доби у степах області мешкали індоєвропейські племена ямної культури, що згодом пересунулися Дунаєм у Європу.
Найбільш відомі пам'ятки: залишки поселень в урочищах Середньому Стогу на (поблизу Дніпрогесу), Дурній Скелі (біля шлюзу Дніпрогесу), поблизу міста Токмака, в районі Білозерського лиману, а також поховання, виявлені поблизу сіл Троїцького, Новопилипівки, Зарічного, Костянтинівки Мелітопольського району та міста Бердянська. На околиці Запоріжжя виявлено форми для відливання бронзових речей доби пізньої бронзової доби.

#### Ямна культура

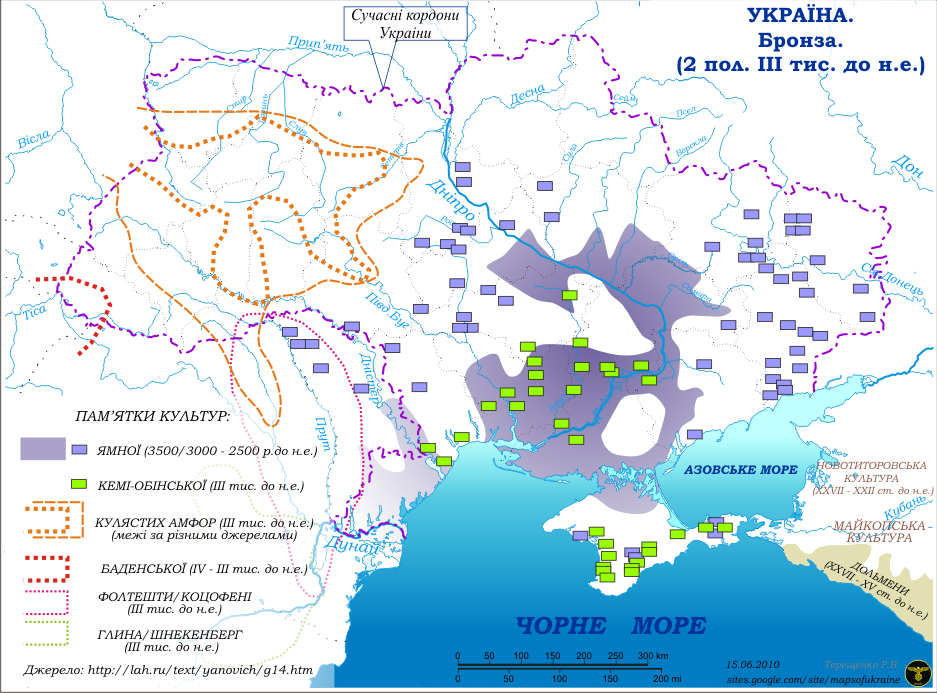
Ямна й Кеми-обинська культури 2500—2000 роки до Р. Х.

Ямна культура (2700—1800 роки до Р. Х.) культура ранньобронзової доби; названа за способом поховання у ямах у курганах. Виникла внаслідок змішування місцевих мідних культур з населенням Донщини. Найвидатніша знахідка ямників був 4-колісний віз, у який впрягали волів або коней. Померлих клали на спину з зігнутими у колінах ногами. Зверху померлого перекривали колодами чи кам'яними плитами й насипали могилу.
Поселень відомо мало: Дурна Скеля, Виноградний. Кургани значно чисельніші, що розташовані у долинах річок Дніпро, Кінська, Вільнянка, Молочна та інші: біля сіл Запорізбкого району Малокатеринівка й Біленьке, Вільнянського району — Скельки.

#### Катакомбна культура

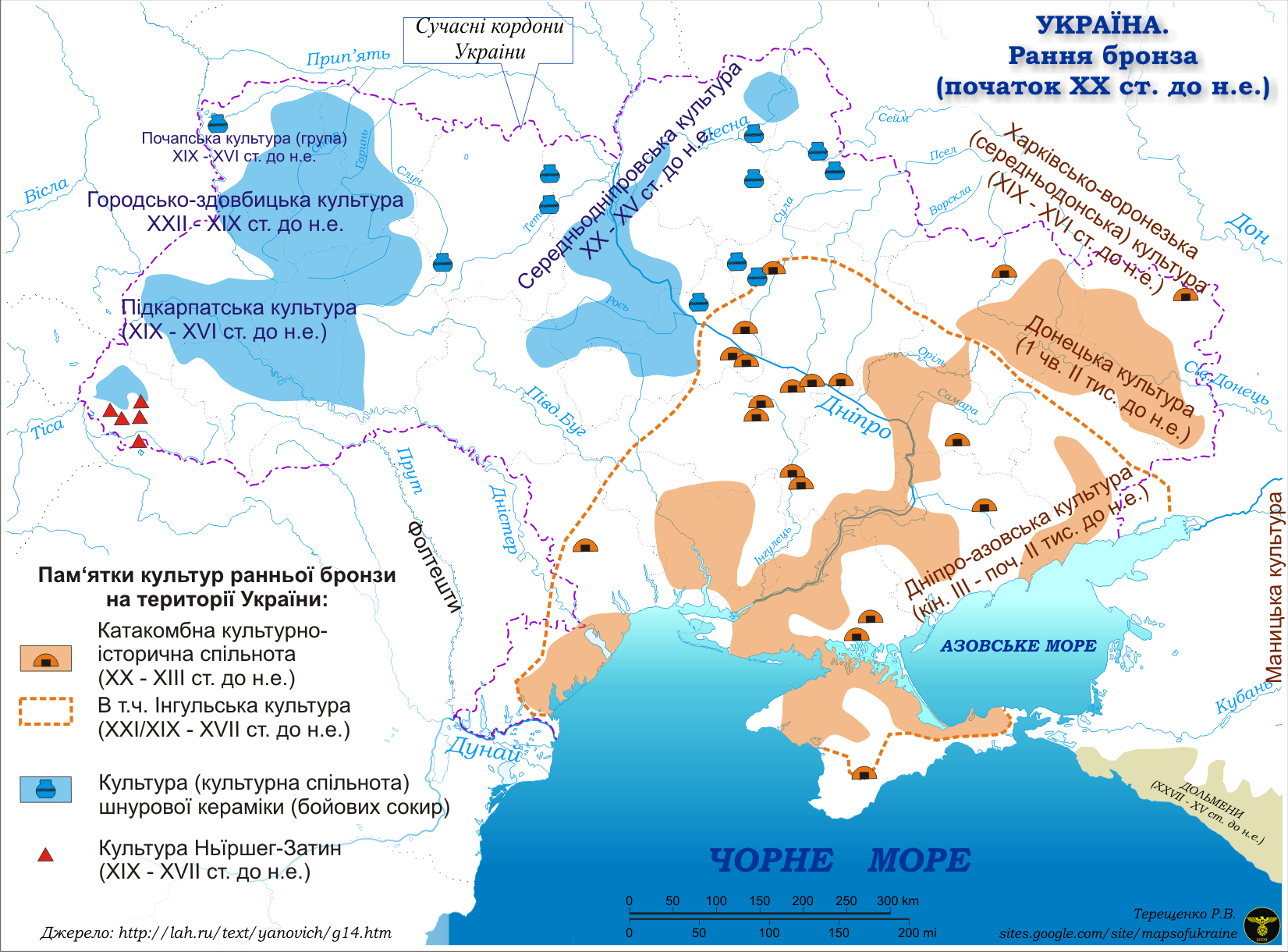
Катакомбна культура 2000—1600 роки до Р. Х.

Катакомбна культура (2200—1600 років до Р. Х.) є культурою середньобронзової доби. Особливістю культури ї поховання у курганнах у камерах-катакомбах.
Головне заняття було відгінне скотарство (корови, коні, вівці, кози). Досягненням катакомбників були бойові колісниці й рало.
Катакомбні поховання виявлені біля сіл Заможне, Виноградне Токмацького району, Новопилипівка Мелітопольського району, Велика Знам'янка Кам'янсько-Дніпровського району та багатьох інших.
Поселення розташовувалися на островах Перун, Виноградний, Тавовжанський, Байда, Хортиця, на мисі Лиса Гора (біля міста Василівка), де населення займалося землеробством, ремеслами, полюванням, рибальством.
Катакомбники були немісцевим, прийшлим з-за Дону з Передкавказзя населенням. Поступово підкорили місцевих ямників й контролювали країну від Кавказу до Дунаю. Катакомбна культура змінилася культурою багатопружкової кераміки.

#### Культура багатопружкової кераміки

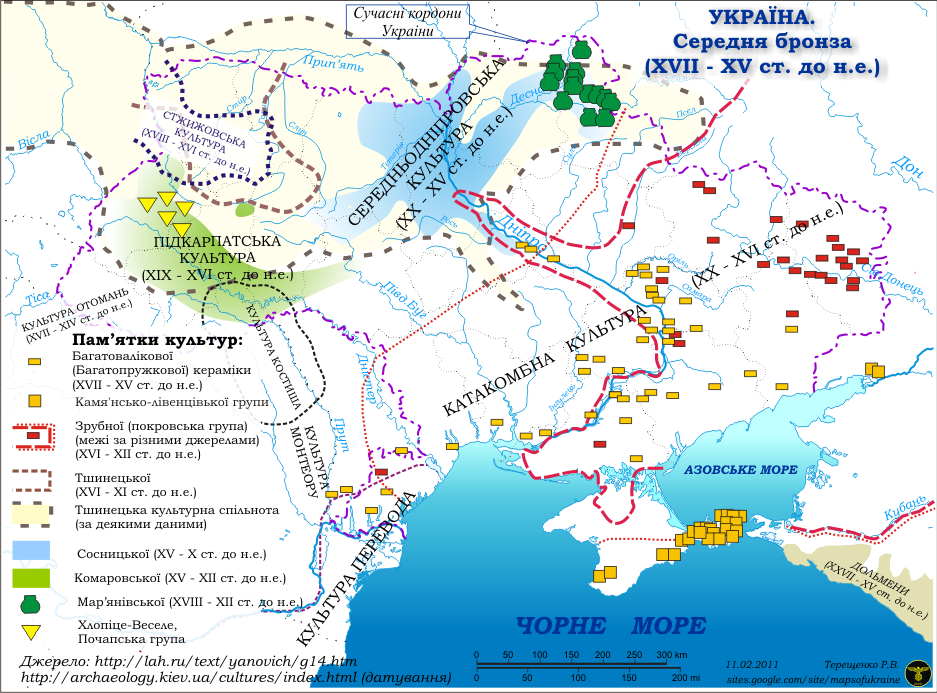
Багатопружкової кераміки культура 1600—1400 роки до Р. Х.

Культура багатопружкової кераміки (з 1600 року до Р. Х.) названа за прикрашенням посуду багатьма пружками. Населення займалося скотарством.
Поселення виявлено на островах Виноградний, Тавовжанський, на мисах у села Балки Василівського району.
Померлих ховали у курганах, споруджених попередніми культурами. Такі поховання виявлені у сіл Велика Знам'янка Кам'янсько-Дніпровського району, Вівчарне й Новоукраїнка Вільнянського району, біля міста Пологи (Соколовський курган) та інші.

#### Підньобронзова доба (1500—900 роки до Р. Х.)
За пізньобронзової доби у Запорізькій області існували 3 археологічні культури: зрубна, сабатинівська й білозерська. У цей період клімат став вологішим. Землеробство стає більш продуктивнішим у Надозів'ї та Наддніпрянщині. Раніше землеробські поселення розташовувалися лише вздовж Дніпра, тепер, зі збільшенням опадів — просунулися углиб степу. Зі зміною життя на осілий населення починає збагачуватися, про що свідчать виявлені скарби.

##### Зрубна культура

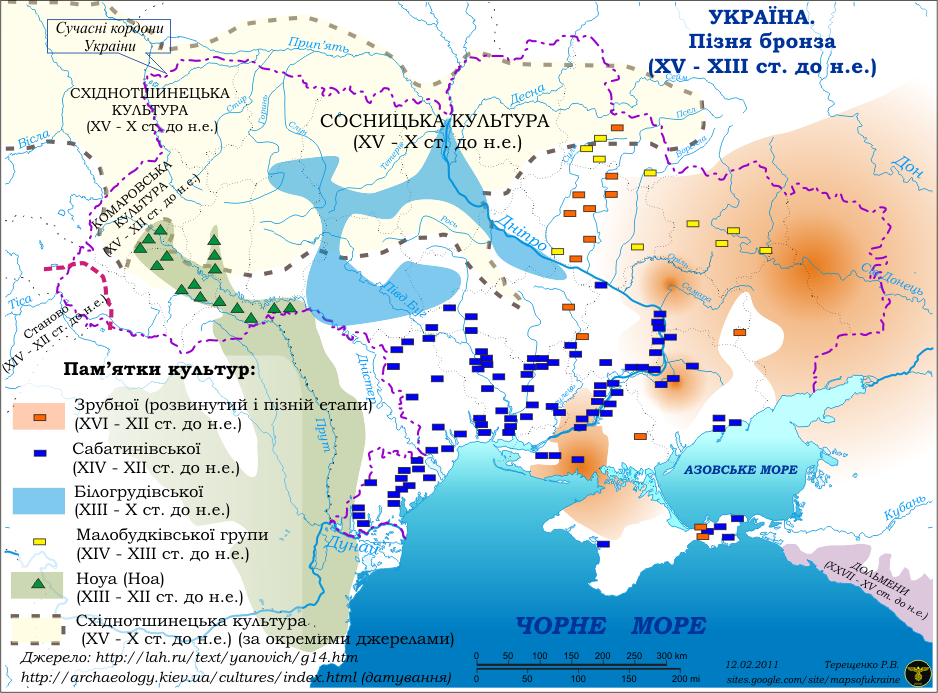
Зрубна й Сабатинівська культури 1400—1200 роки до Р. Х.

Зрубна культура (1500—1100 роки до Р. Х.) названа за способом ховати померлих у дерев'яному зрубі або кам'яному ящику. Такі поховання розкопані у курганах біля сіл Балки Василівського району, Велика Білозерка Великобілозерського району, Троїцьке Мелітопольського району та інших.
На Запоріжжя й Надозів'я зрубники прийшли з Надволжя й змішалися з місцевим населенням.

##### Сабатинівська культура
Сабатинівська культура (1400—1100 роки до Р. Х.) отримала назву за селом Сабатинівка у Кропивницькій області.
Зрубники й сабатинівці були сучасниками, а їх поселення розташовувалися поруч над річками Дніпро, Вища Терса, Обіточна, Лозуватка, Берда та іншими. У господарстві сабатинівців й зрубників землеробство й скотарство відігравало однакову роль. Вини сіяли просо, пшеницю й ячмінь. Розводили корів, кіз й вівці. Розповсюдженою була обробка міді, бронзи й срібла. З'явилися нові знаряддя: бронзовий серп й сокироподібний кельт. Виявлені поховання у курганах біля села Заповітне.

##### Білозерська культура

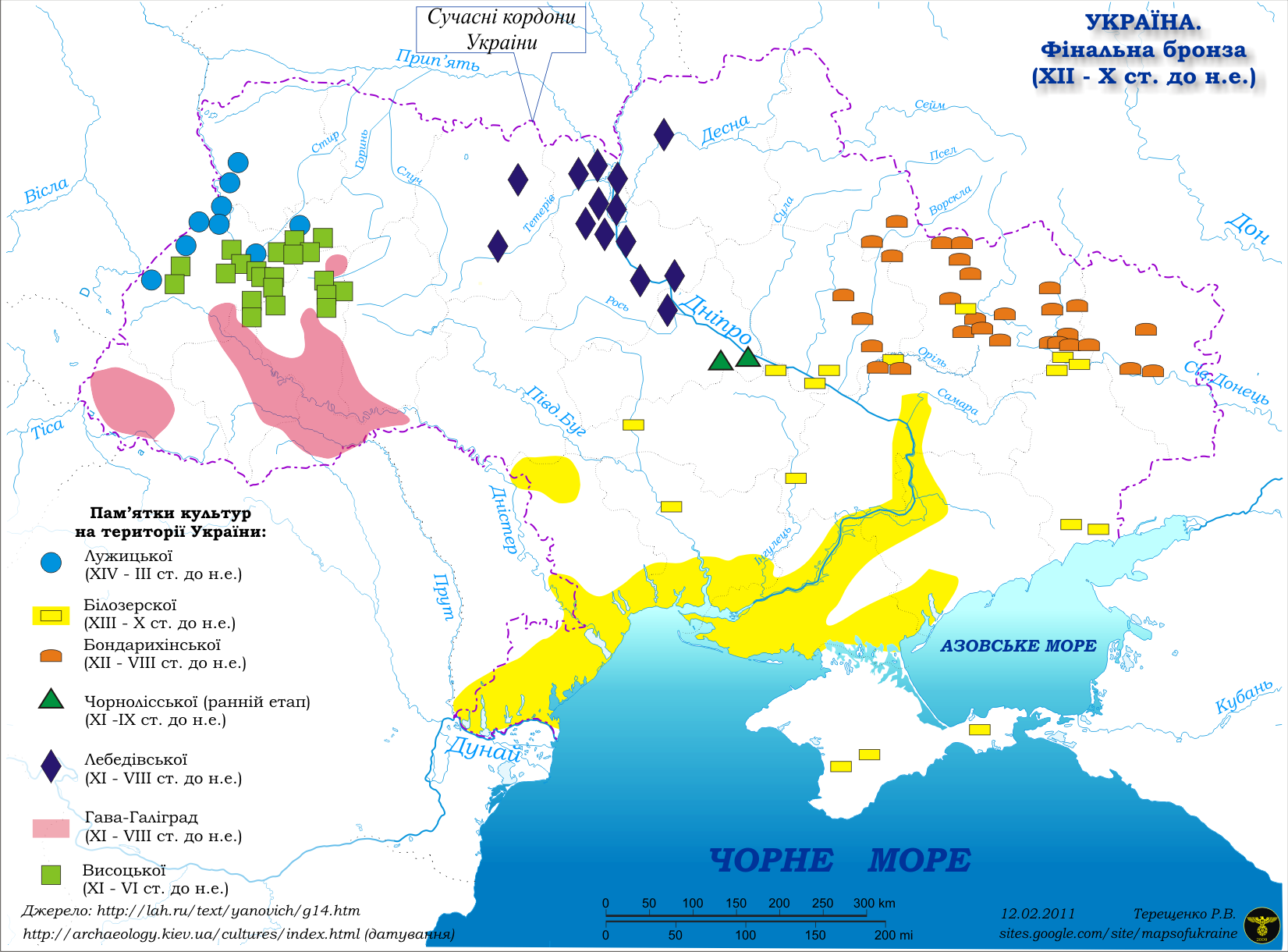
Білозерська культура 1200—900 роки до Р. Х.

За Білозерської культури (з 1200 року до Р. Х.) клімат стає посушливішим й прохолоднішим. Хлібородство втрачає свою роль й племена переходять до скотарства. Житлом були землянки й напівземлянки. Від Дунаю до гирла Дону проходив торговельний шлях. Сировина для ливарництва привозилися саме цим шляхом з Карпатсько-Дунайських копалень. Оброблялися бронза, срібло й золото.
Білозерці за своїм походженням були споріднені з сабатинівцями. Відомі поселення: біля міста Василівка Василівського району, на Дубовому острові у Надпоріжжі, на березі Білозерського лиману у Кам'янсько-Дніпровському районі. Поховання у курганах виявлено у села Заповітне Білозерського району, міста Дніпрорудного Василівського району.

## Давня історія

### Кімерія

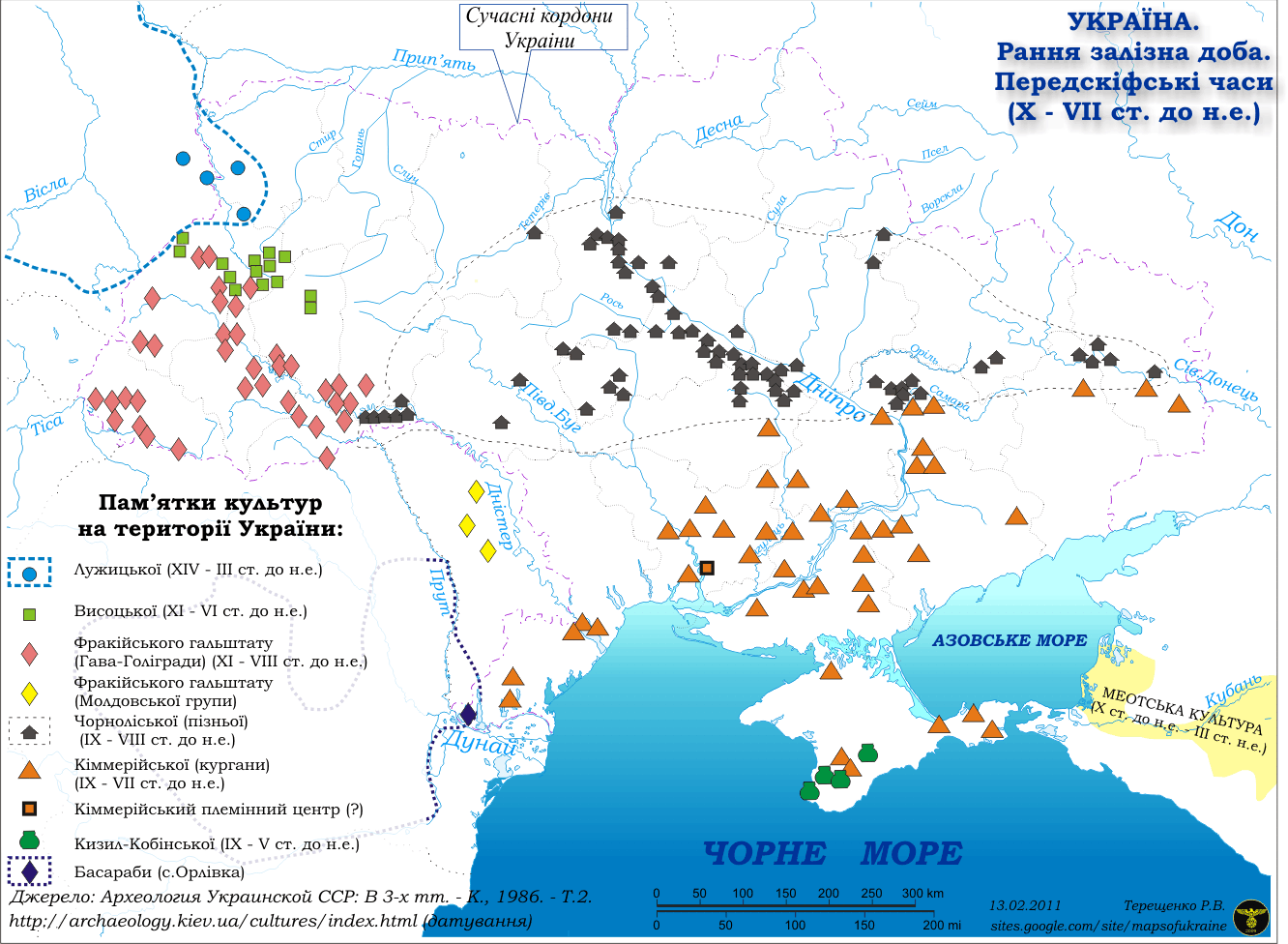
Кімерійська доба 900—680 роки до Р. Х.

Кімерійці мешкали в українському степу приблизно у 900—680 роках до Р. Х. Загальна країна кімерійців простягалася степом й лісостепом від Волги до Дунаю. Кімерійці походять від приходьків зі східної сторони Волги та місцевих племен. Більшість дослідників вважають їх пращурами племена зрубної культури. Частина дослідників говорить про наслідування кімерійцями племен катакомбної культури. Кімерійськими культурами є білозерська культура, кизил-кобинська культура Криму й висоцька культура Карпат.
Кімерійці є першим народом в Україні, ім'я якого достеменно відоме з античних джерел: Старому Завіті Біблії (нарід від Гомера у Бутті; страшний північний нарід у книгах пророків Ісайї та Єремії), «Одіссеї» й «Іліаді» Гомера, асирійських клинописних табличок (названі гіміррі), «Історії» Геродота, «Географії» Страбона. В Іліаді кімерійці названі «доїтелями кобилиць» й «молокоїдами».
За кімерійців в українських степах стався перехід від бронзової до залізної доби, й від землеробства до кочового скотарства (коні, вівці, корови).
Дослідженням пам'яток кімерійців займалися Олександр Ієссен, Олексій Тереножкін й Борис Граков. Взагалі відомо понад 100 поховань кімерійців (переважно воїнів). Серед них у Запорізькій області — біля міста Василівка, села Балки, міста Дніпрорудного Василівського району, у курганах Висока Могила, Мала Цимбалка, могильнику Мамай-гора та інші.
Поховання у курганних могилах у прямокутних приміщеннях, що часто обкладені деревом. Для знатних робили великі приміщення — саркофаги. Померлого клали витягнутим на спині або скорченим на боку. У похованнях воїнів клали кінську вузду, вістря стріл, списи, кинджали, мечі, бойові сокири й булави, а також, часто, кінь. У похованнях жінок й дітей клали посуд та золоті, срібні й бронзові прикраси (браслети, намиста, сережки, підвіски, шпильки).
Житлом кімерійців були мобільні криті вози (кибитки) й намети (юрти). Кімерійці жили скотарством та його виробами (м'ясо, молоко, шкіра, вовна, кістка). Рослинну їжу та парадний посуд кімерійці отримували через торгівлю, данину та грабіж у північних племен.
Кімерійці мали високорозвинену металургії: виготовляли залізні мечі до 1 метра завдовжки, бронзові дволопатеві вістря стріл для далекобійного луку. Характерною рисою кімерійських металевих виробів й кераміки є орнамент зі спіралей, ромбів й квадратів.
Зображення кімерійських кінних воїнів є на кам'яних рельєфах у асирійському царському палаці, на грецьких й етруських вазах. За кімерійської доби в українському лісостепу створюється потужний військово-державний союз для протистояння кімерійським набігам з півдня, що встановлює зміцнені городища з валами й ровами. Наприкінці 8 сторіччя до Р. Х. кімерійці були витиснені скіфами з Кубані й Передкавказзя у Західну Грузію. Добре відомі походи кімерійців у Західну Азію: перший наприкінці 8 сторіччя до Р. Х. й 2-й — на початку 7 сторіччя до Р. Х. Кімерійці нанесли руйнувань державності Урарту, Лідії й Фригії. Наприкінці 7 сторіччя до Р. Х. кімерійці припинили згадуватися у Передній Азії. Скіфи продовжували сунути на захід, за Дон в українські степи, звідки відкинули кімерійців у Подунав'я й на Балкани. Відомо, що кімерійці робили набіги на Грецію. У Болгарії є численні могили знатних кімерійців. За культурою кімерійців пов'язують з фракійцями. У Західній Європі відомі етноніми, пов'язані з кімерійцями: германське плем'я кімврів, самоназва валійців — кимри, та інші.
За твором Геродота відомо 3 кімерійські царі: Теушпа, Лігдаміса (Дугдамме) Шандакшатра. Память про кімерійців довго зберігалася у назві Боспора Кімерійського, а у грузинській мові етнонім гімірра стало означати богатиря.

### Скіфія

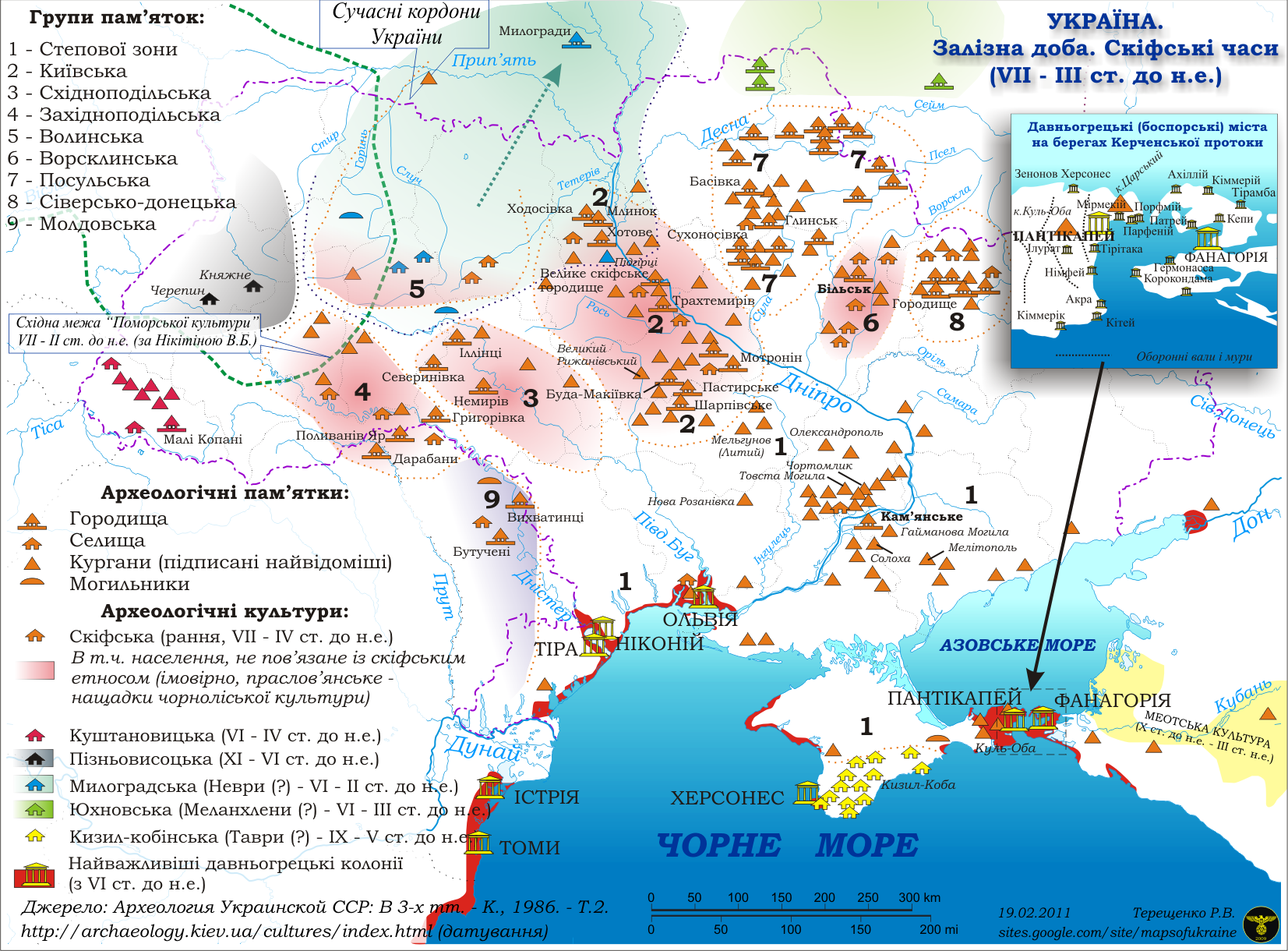
Скіфська доба 720—250 роки до Р. Х.

Приблизно 720 року до Р. Х. з-за Волги на захід простують скіфи. Вони займають степи між Кавказькими горами, Волгою й Доном звідки відтискають кімерійців на захід за Дон й на південь, у західну Грузію, звідки кімерійці розпочинають підкорення Передньої Азії (714 рік до Р. Х. пало Урартське царство, завойована Лідія, війни з Асирією та інше). Перше скіфське царство (Ішкуза) було засновано у степах над Курою й Араксом, з центром у сучасному Азербайджані. Передньоазійська державність скіфів тривала 1 сторіччя й після поразки у протистоянні мідійцям вони переносять свій державний центр з Закавказзя на північний захід. З Азово-Каспійського межимор'я у VII сторіччі до Р. Х. скіфи просунулися на захід, за Дон в українські степи, звідки відтиснули кімерійців на захід.

#### Персо-скіфська війна
512 року перський цар Дарій І пішов з 700-тисячним військом з Балкан у Велику Скіфію. Ним рухала помста за панування скіфів у Передній Азії у минулому та забезпечення тилів у війні проти Греції. Скіфів підтримали більшість сусідніх народів. Ними керували царі Іданфірс, Таксакіс й Скопасіс. Скіфи не приймали відкритий бій й завели перське військо у Надозів'я на територію Запорізької області. Дарій І вимушений був залишити степову Україну через смерті від голоду, спраги та нічні напади скіфів.
Після такої перемоги над персами, скіфи підкоряють лісостепові племена землеробів на півночі, грецькі колонії понад морем й хліборобські племена у Наддунав'ї у сучасних Румунії та Болгарії, де їм протистояло могутнє фракійське Одриське царство.

#### Скіфські пам'ятки

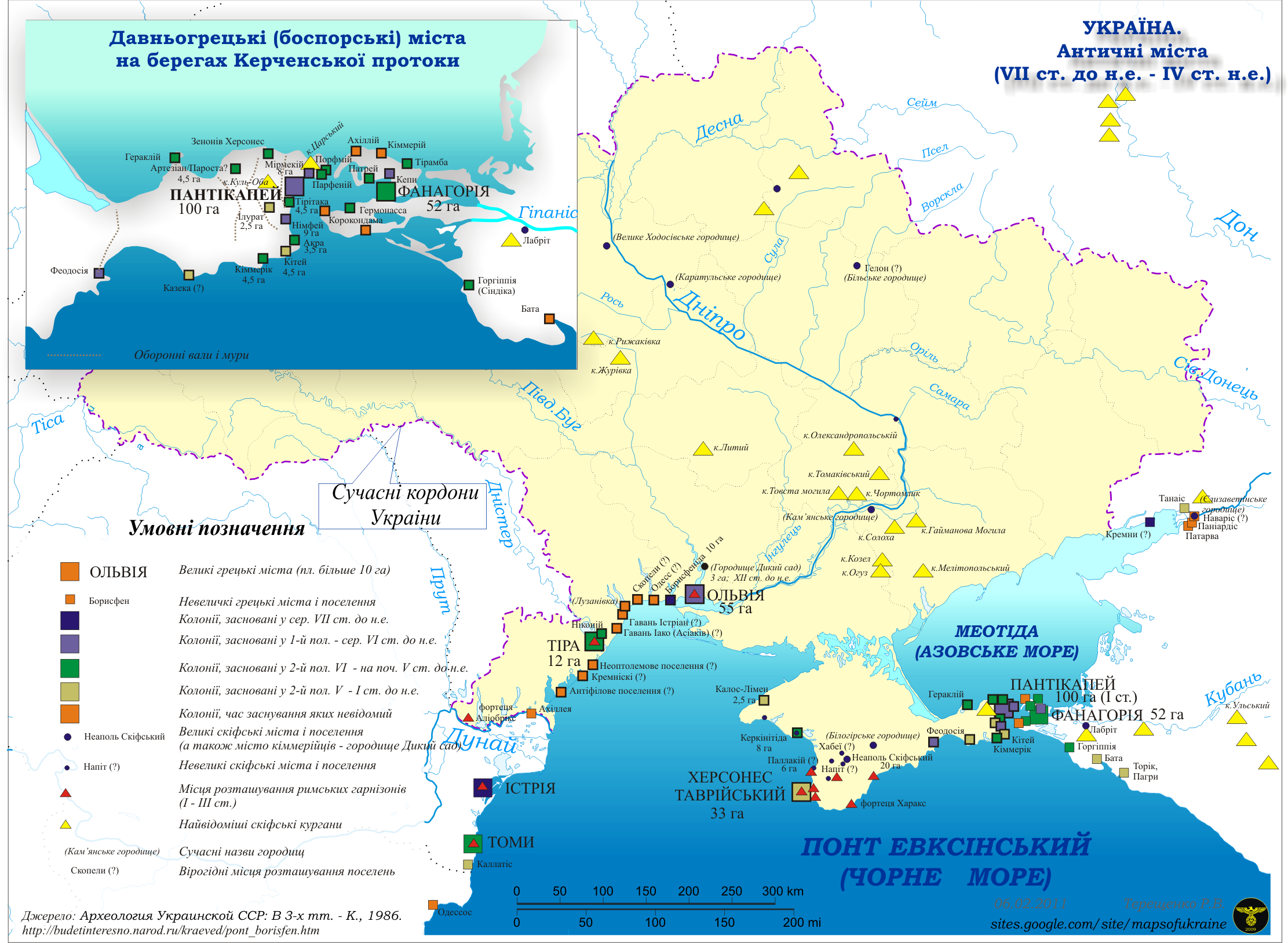
Скіфська доба 720—300 роки до Р. Х.

У Запорізькій області скіфи залишили після себе чимало
- курганів: Солоха, Знам'янський, Мелітопольський, Бердянський, Велика Цимбалка, Гайманова Могила, Чмирева Могила,
- могильник: Мамай-Гора,
- городища: Кам'янське, Совутинське, Лисогірське (Василівський район).

У районі Кам'янсько-Нікопольського перевозу через Дніпрові плавні розташована область поховання скіфських царів Геррос, про яку писав Геродот.
Найвизначнішими серед них є кургани Мелітопольський, Солоха та розкопаний у 1969 році курган Гайманова могила, що поблизу села Балок Василівського району. У них виявлено справжні шедеври мистецтва, зокрема срібну та золоту оковки сагайдака для стріл, золотий посуд, золотий гребінь, на яких зображено сцени битви кінних та піших воїнів, побутові епізоди з життя скіфів тощо. Зображення на вазі з Гайманової могили дають змогу по-новому висвітлити питання соціального устрою та етнографічних особливостей Скіфії у IV сторіччя до Р. Х.
Збереглися залишки великого скіфського поселення на Дніпрі — Кам'янського городища (виникло наприкінці V сторіччя до Р. Х.). Воно було розташоване на лівому (східному) березі сучасного Каховського водоймища, а точніше — на дюнних пагорбах поблизу міста Кам'янки-Дніпровської та Великої Знам'янки, займало площу близько 1200 га. Городище мало земляні укріплення, було основним ремісничим центром, який постачав залізні знаряддя праці та зброю скіфським степовим племенам. Кам'янське городище довго ототожнювали з містом царя Атея, який загинув у 90-річному віці на війні з Філіппом ІІ Македонським. Виникнення цього городища свідчило про початок поступового переходу скіфського кочового населення до осілості. Центральну, добре укріплену його частину, становило Знам'янське городище, що, певно, правило за столицю Скіфії. Саме тут й розкопано відому Солохову могилу, де ймовірно поховано скіфського царя Октамасада та його брата Оріка.

### Савроматія

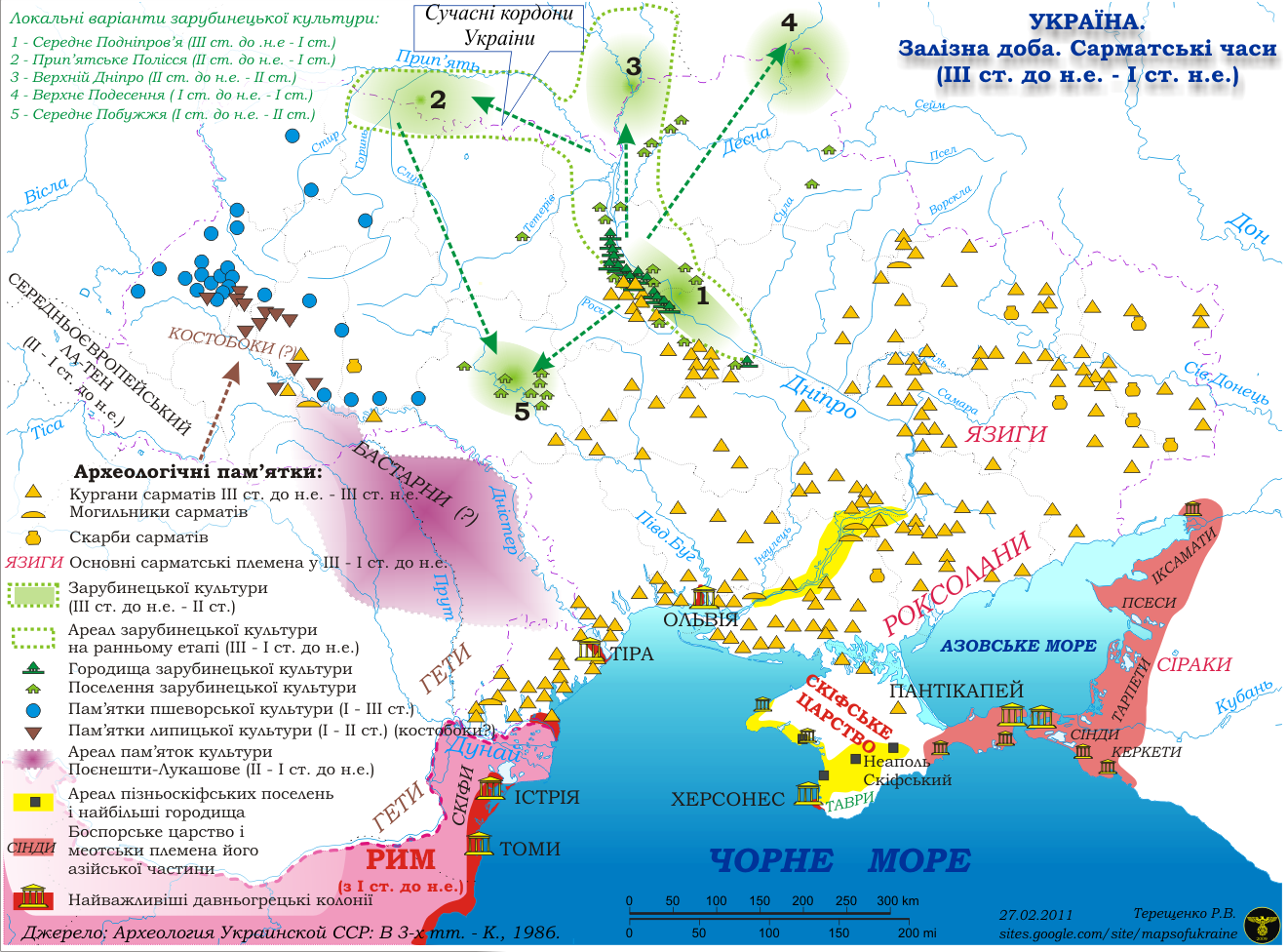
Рання сарматська доба 300 рік до Р. Х. — 100 рік Р. Х.

У III сторіччі до Р. Х. нові кочівники — скотарі-савромати (пізніша назва — сармати), що раніше перебували за Доном. За легендою сармати походили від шлюбів скіфських юнаків з амазонками. Сармати зламали опір скіфів й підпорядковували Степову Україну. Вони витіснили скіфів до Наддунав'я, частину до Криму, а решту підкорили. У Криму скіфи створили Пізньоскіфську державу зі столицею у Неаполі (сучасний Сімферополь).

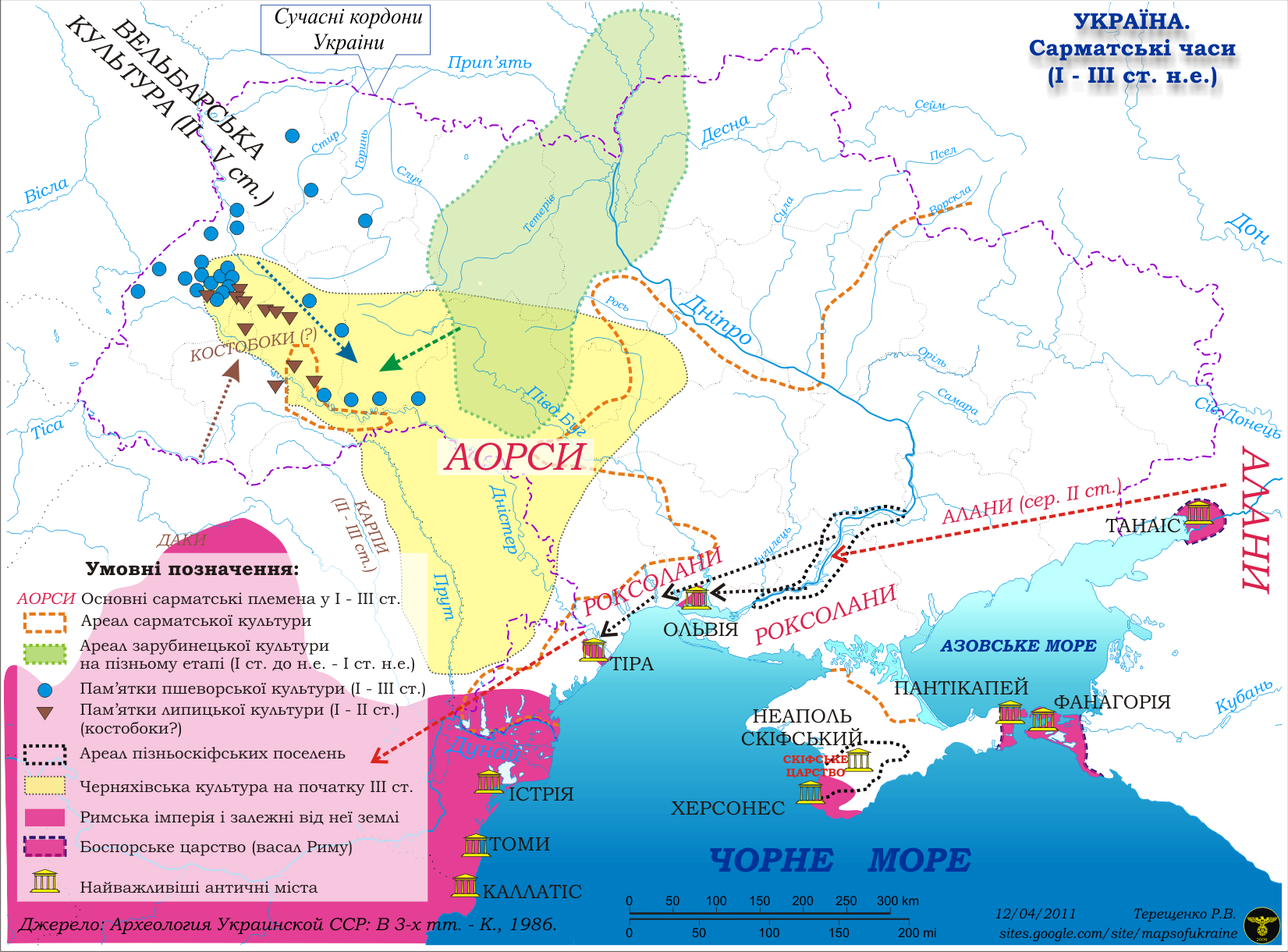
Пізня сарматська доба 100—300 років

У Запорізькій області сарматська доба тривала з кінця III сторіччя до Р. Х. до IV сторіччя Р. Х.
Сармати залишили після себе курганні поховання у Мелітопольському, Токмацькому, Василівському, Вільнянському та інших районах області. Ранні поховання належать переважно воїнам зі зброєю, що свідчить про військову добу. З часом сармати почали ховати померлих у родових могильниках вздовж річок Надозів'я.
1930 року у Запоріжжі були розкопані 2 ранні сарматські курганні поховання з мечом, вістрями стріл та посудом. Відомі поховання у Кизиярській балці поблизу Мелітополя, на території нинішнього села Долина, на лівобережжі Дніпра — у Новогригорівці, місті Кам'янці-Дніпровській. Пізній сарматський могильник розташовано у села Новопилипівки Мелітопольського району вздовж Молочної, де розташовувався один з політичних центрів Сарматії.
У ІІ сторіччі до Р. Х. у краї сарматські племена роксоланів, що ймовірно були авнгардом алан. Також сармати належали до племені язиг. Сармати проводили набіги на праслов'ян Зарубинецької культури (200 рік до Р. Х. до 200 року Р. Х.), що розташовувалися північніще на Правобережжі Дніпра.
На початку нашої ери сарматські племена росколан та язигів переправилися за Дніпро й доходять до кодону Римської імперії, де починаються набіги на прикордонні Мезію та інші провінції. У ІІ сторіччі Р. Х. у краї з'являються більш войовничі сарматські племена аорсів й згодом, аланів. Ймовірно, що вони знищують скіфські городища Новоскіфської держави у пониззі Дніпра.
Правобережжя Дніпра, приблизно 200 року Р. Х. опановується германськими племенами готів. Сарматські поховання цього часу виявлені біля села Благовіщенка Кам'янсько-Дніпровського району та поблизу Мелітополя.
З перемогою гунів після переходу Дону над аланами-танаїтами у 370 році, та після переправи Дніпра у 375 року над Готською державою Германаріха припиняється сарматська доба України. Сармати відступають з готами, а їх залишки в українських степах розчиняються в інших народах.

### Готи
Готи здійснювали набіги у Задніпров'я Запорізької області, що називаються Готськими війнами 239—269 років, через які вони підпорядкували сарматів та зруйнували причорноморські міста. Вони оселилися родовими колоніями серед антів, та сарматів (алан) над Дніпровським порогами на території Запорізької та Дніпропетровської областей. Останнім королем готів був Германаріх (332—375 роки). Серед готів почало проникати християнство, що було уперше серед стародавніх племен України. Після поразки 375 року від гунів, готи відступають по Дунаю на захід. Їх залишки зберігаються у Криму до 18 сторіччя.

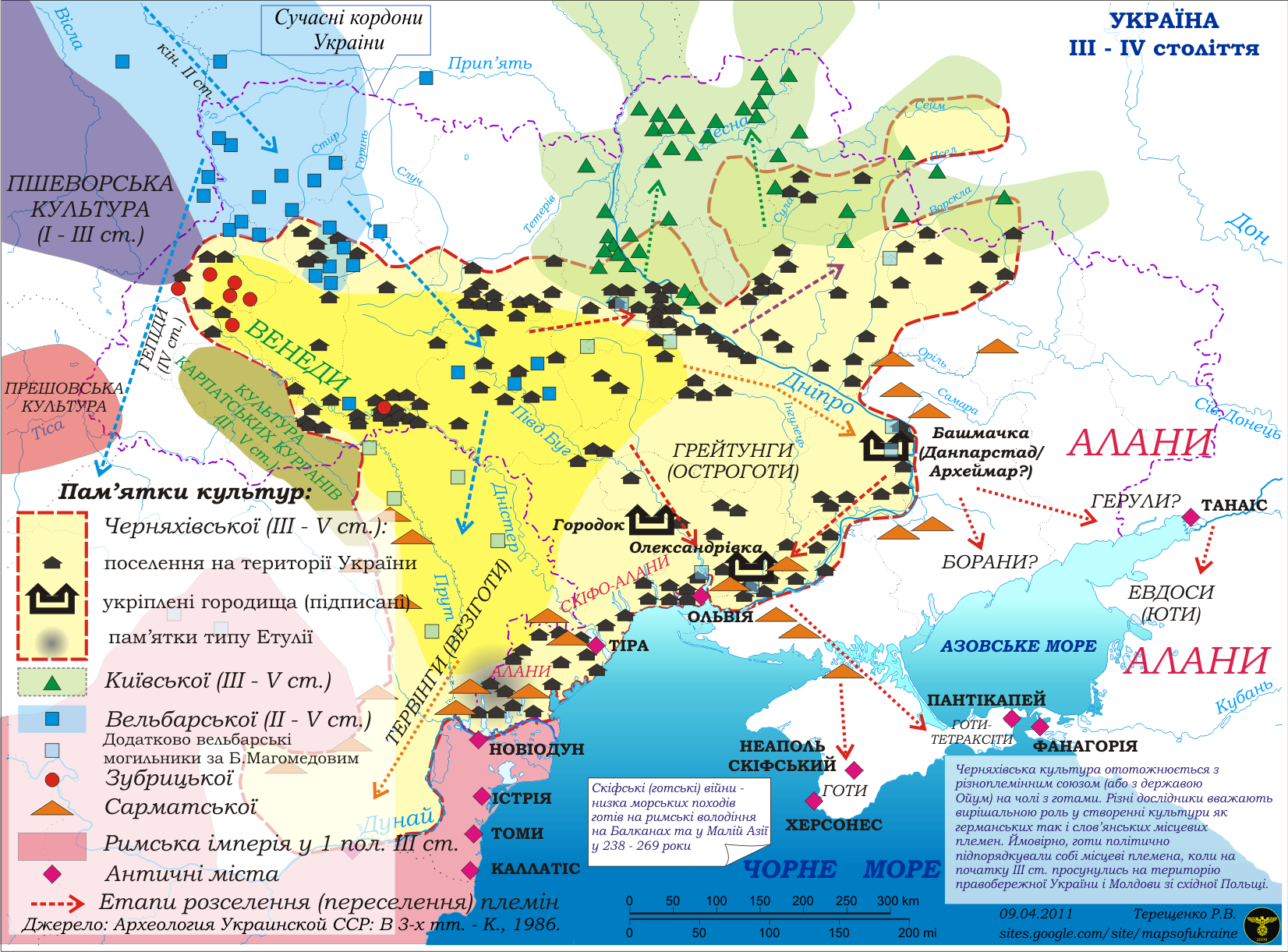
Черняхівська культура 200—400 роки

Готи, разом з підпорядкованими ним місцевими мешканцями, зокрема, й давніми слов'янськими племенами, утворили Черняхівську культуру.
На території Запорізької області знайдені поселення і могильники черняхівської культури (II—VI сторіччя Р. Х.). Найбільш ранніми пам'ятками є могильниками: біля села Привітного (Запорізький район), Кам'янського (Василівський район) та міста Кам'янки-Дніпровської. Черняхівські поселення були напроти Звонецького, Лишнього та Вільного порогів, біля сіл Новоолександрівка, Августинівка та Привітне. Відомим є поселення Портмашево біля села Біленьке, де не виявлено фортифікаційних споруд. На Кам'янському городищі біля Кам'янки-Дніпровської у черняхівському могильнику виявлено обряд трупоспалення.
З вторгненням гунів багато поселень черняхівської культури були вщент зруйновані.

### Гуни

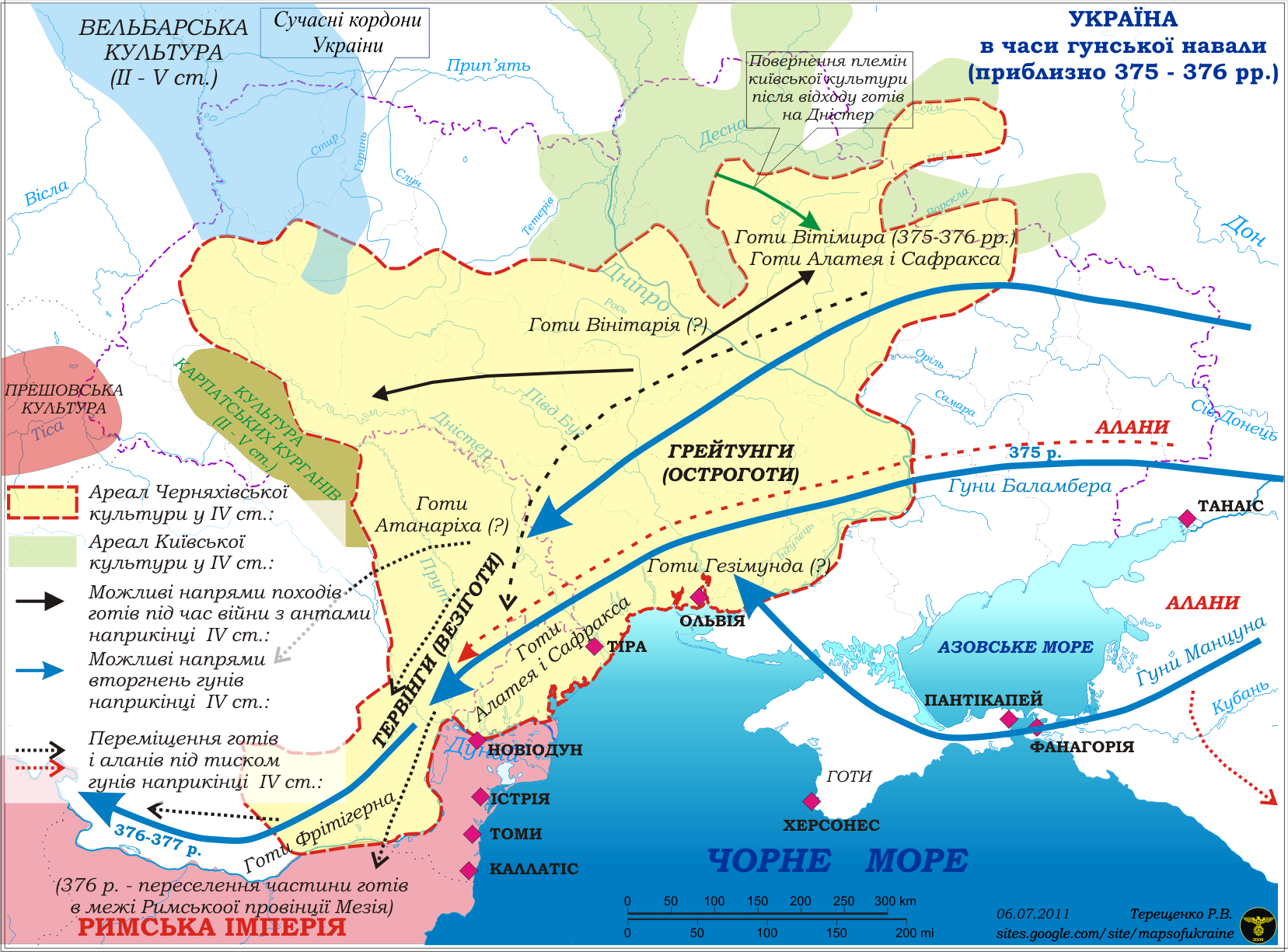
Гунсько-готська війна 375—376 років

Готів Германаріха здолали східні кочівники гуни 375 року. Після перемоги гунів над аланами-танаїтами у 370 році, вони переходять Дон й потім Дніпро, й 375 року знищують Готську державу Германаріха. У 378—445 роках у степах України утворюється гунський союз. Своєї могутності гунська держава досягає за Аттіли, що правив у 445—454 роках. За нього гуни постійно воювали з Римською імперією. Проте після смерті Аттіли гунський державний союз розпався, й під тиском зі сходу авар гуни перейшли навалу у Римську імперії, чим спричинили падіння Західної Римської імперії наприкінці 5 сторіччя.
Пам'ятки гунської доби краю: скарб біля села Новоіванківка Новомиколаївського району; поховання на острові Хортиця, у Григорівці Запорізького району, Покровському Токмацького району, Василівському, Приазовському районах, поблизу Мелітополя, на Кам'яній Могилі.

## Середньовіччя

### Авари
У VI сторіччі гунів витіснили, споріднені з ними авари, що відносилися до тюрків. Доба їх панування у степовій Україні починається після смерті гунського царя Аттіли у 454 році. Спочатку вони підкорили кочовиків Надозів'я й згодом напали на антів пеньківської культури. Авари пройшли степами до Дунаю, й Подунав'ям вдерлися й попустошили прикордонні області Німеччини та Італії, та осілися у Панонії.
Пам'яток авар у Запорізькій області не виявлено.

### Анти

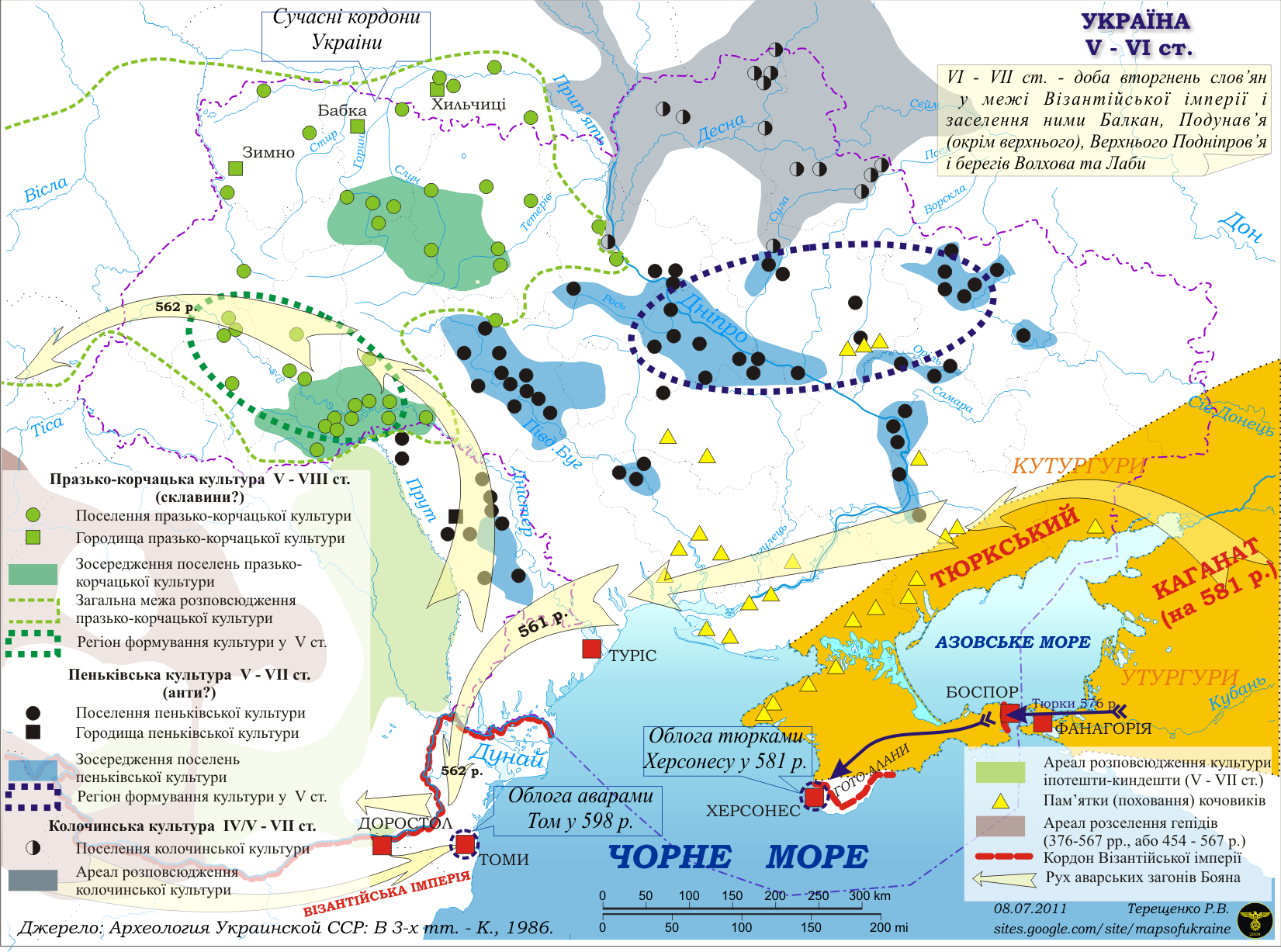
Україна на приблизно 400—600 роки

Перша згадка про антів відноситься до 375 року коли у війні з готами були вбиті антський князь Бож з синами та 70 наближеними людьми. Проте вже наступного 376 року на бік антів стали гуни й завдали поразки готам. Після чого у Запорізькій області виникають поселення антів, яким є поселення у балки Осокорівка у Надпоріжжі. Після розвалу гунського союзу 454 року та його поразки від аварів, для Антії відкрився шлях для колонізації на південь. Більшість антських пам'яток 454—700 років виявлено на острові Хортиця (антський могильник) та біля Дніпрових порогів. Проте поразка Антії від Аварського каганату 602 року підірвало її могутність та зупинило просування південної колонізації.
Антський союз співвідноситься з археологічної пеньківською культурою, що була поширена на півдні України, у Молдові, та разом з подібною їй культурою за Прутом у Румунії.

### Стара Велика Болгарія (Булгарія)

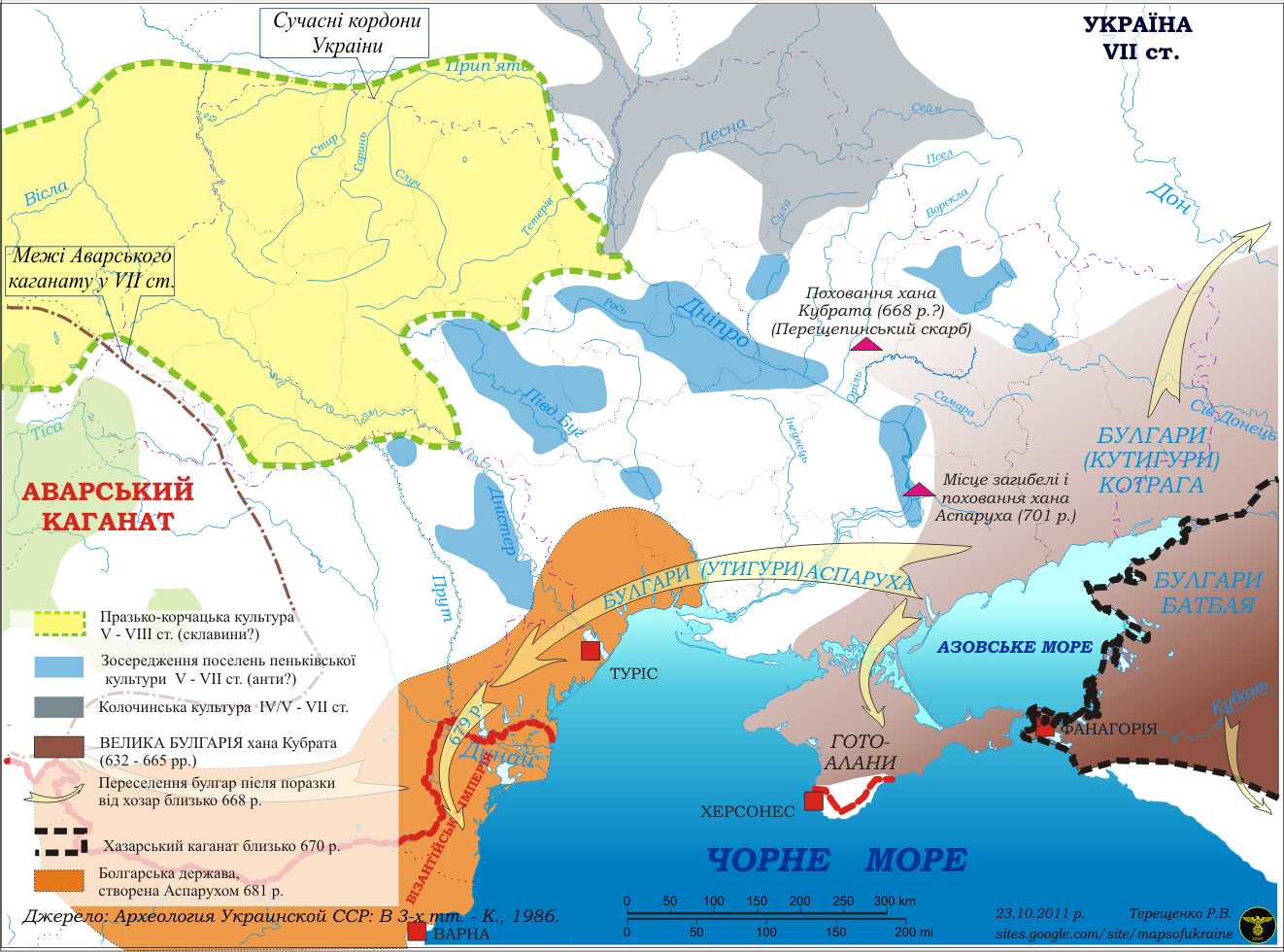
Україна приблизно 650 року. Запорізька область є частиною Старої Великої Болгарії

632 року навколо Озівського моря кочовими тюркськими племенами булгар під проводом хана Кубрата була утворена Велика Болгарія (або Оногурія). Давні болгари раніше входили до гунської держави Аттіли, потім до 1-го тюркського каганату й після розпаду останнього у 600 році — до Західного тюркського каганату. Болгарською столицею стала Фанагорія на Тамані. Болгарський каган Кубрат з династії Дуло уклав союз з Візантійської імперією й відновив зруйновані гунами надчорноморські міста.
Надозів'я Запорізької області було частиною Болгарського каганату. Взимку болгари кочували між річками Молочна та Дін, а влітку відкочовували у Пониззя Дніпра. Житлом їм слугували легкі пересувні юрти. Давньоболгарська релігія була близька до загально тюркської релігії.
У Запорізькій області виявлені:
- давньоболгарські поховання біля міста Великий Токмак, села Тернівка Якимівського району;
- давньоболгарські кочовища та стійбища в Бердянському й Приморському районах.

Дунайська Булгарія й Хозарія у 690 році

Після смерті хана Кубрата у 668 році Велика Болгарія розпадається. Хозарський каганат починає підкорення Надозів'я. Спадкоємець й старший син Кубрата, каган Батбаян очолював Велику Болгарію лише 3 роки й у міжусобній боротьбі з чотирма іншими братами не втримав влади. Троє братів пішло на захід за Дніпро у Подунав'я (Аспарух), Паннонію (Кубер) та Італію (Альцек); хан кутригурів Котраг підкорив Надволжя й осівся зі своїми срібними болгарами на Середньому Надволжі (їх нащадками є сучасні чуваші й волзькі татари). Батбаян й підвладні йому Чорна Болгарія, після боротьби підкорилися Хозарському каганату. Чорних болгар розміщують у степах між Дніпром і Доном.
Третій син Кубрата хан Аспарух у Наддунав'ї очолює боротьбу дунайських слов'ян проти Візантійської імперії, здобуває перемогу над імператором Костянтином IV-им, утворює 680 року Перше Болгарське царство у Дунайській Болгарії, й гине у військовому поході проти Хозарського каганату, як вважається, у Запоріжжі (Вознесенський скарб).
Археологічно болгари визначаються лигачівською, суханівською й сиваською групами пам'яток.

### Хозарський каганат

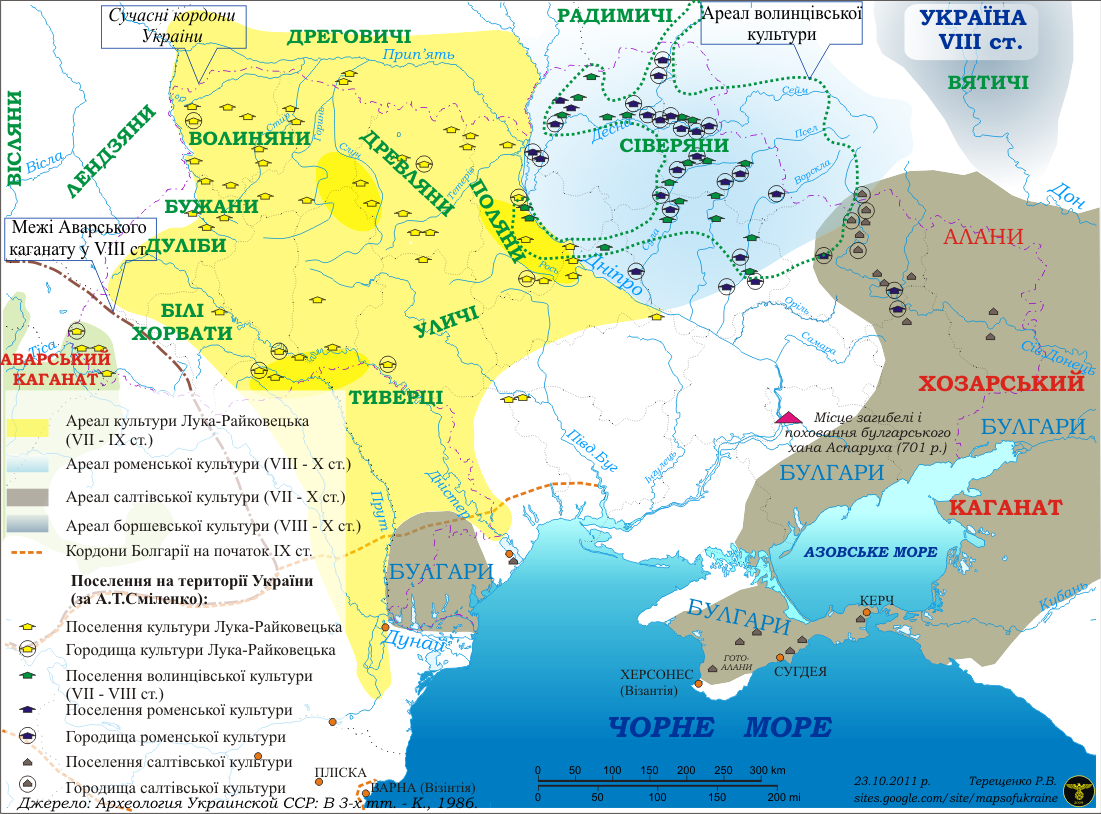
Україна приблизно 750 року. Запорізька область частина Хозарського каганату населена чорними болгарами

Одночасно зі створення надозівської Великої Булгарії у Надкаспії з центром у Степовому Дагестані утворено Хозарський каганат. Після смерті болгарського хана Кубрата Хозарський каганат захоплює Надозів'я з західним кордоном по Варуху (Дніпро) й таким чином подвоює свою територію.
Власне хозар в імперії було небагато. Окрім болгар й алан Хозарській імперії були підвладні й сплачували данину слов'яни (поляни, радимичі, в'ятичі). Одне з рідкісних хозарських поховань виявлено біля села Григорівка Запорізького району. Біля померлого були стремена й нашивні бляшки.
У 8 сторіччі Хозарський каганат став найпотужнішою державою Східної Європи.

#### Салтівська культура алан і чорних болгар
Хозарський каганат вів тривалі арабо-хозарські війни (642—799 роки) за Закавказзя з Омеядським халіфатом. Внаслідок перемоги арабів у 2-ій арабо-хозарській війні 722—737 років частина залишків сарматів осілих іраномовних алан Передкавказзя переходить на північний захід до Надпоріжжя, лісостепу Сіверськодонеччини й Наддонні. Так у балці Канцерівка біля села Федорівка Запорізького району виявлено аланське поселення гончарів, де вивлено 18 гончарних горнів.
Під впливом алан надозівські чорні болгари перейшли до осілого способу життя. Археологічно підвладна Хозарії країна алан і чорних болгар Надніпрянщини, Наддоння й Надозів'я визначена як салтівська культура (у Росії Салтівсько-маяцька культура за поселенням Маяцьке у Павловському районі Воронізької області). Лісовий варіант культури належав аланам і степовий варіант (поширений у Запорізькій області) — чорним болгарам. Поселення носіїв салтівської культури виявлені у балках Калинівка й Яцевій, у запорізькій місцевості Кічкас, біля села Перун у Надпоріжжі Запорізької області та біля села Семенівка біля Мелітополя. Осілі чорні болгари й алани займалися зерновим землеробством, скотарством, конярством, свинарством, полюванням і рибальством. Болгари ховали померлих у ямах, а алани — у катакомбах. Їх поховання виявлені біля міста Василівка, сіл Виноградне Токмацького району, Семенівка Мелітопольського району, Вербове Вільнянського району, у Кам'янсько-Дніпровському та інших районах області.

### Уличі
Уличі є відомою з руських літописів назвою антів у 600—942 роках. Їх назву виводять від давньої назви річки Орелі — Угол; а їх столицю Пересічень ототожнюють з поселенням на Ігренському острові у місті Дніпро. Баварський географ налічував 300 поселень угличів між Дністром й Дунаєм. З назвою уличі пов'язують татарський переклад річки Угол — Орель, татарськими інтерпретаціями угол у назвах річок Інгул та Інгулець, турецький переклад слов'янського угол — Буджак, річку Сула на лівобережній Наддніпрянщині, північні колонії уличів над річкою Случ (болохівці) та російський Углич.
До 9 сторіччя у Надпоріжжя та у Пониззі Дніпра утворилася змішана улицько-алансько-болгарська культура. Такій змішаній культурі сприяв торговий шлях «з варяг у греки». Такі углицько-болгарсько-аланські поселення у Запорозькій області виявлено у селі Петрово-Свистуново Вільнянського району, села Скельки Василівського району, біля Мелітополя та інші. Поховання на цих поселеннях двох типів: слов'янського типу спалювання зі збереженням праха в урнах, та болгарського типу в ямах.
Про торгівлю в улицькій державі з Візантійською імперією свідчать скарби виявлені на дніпровських островах та над Дніпровими порогами починаючи від монет імператора Василя І Македонянина (867—886).
885 року київський воєвода Олег воював з уличами. Після відмови уличів сплачувати данину воєвода князя Ігора Рюриковича Свенельд у 938—942 роках вів з ними війну, взяв Пересічень, приєднав їх землі до Руської імперії, після чого уличі відійшли у межиріччя Бога, Пруту й Дунаю.

### Угри (мадяри)
На початку 9 сторіччя на землі Хозарського каганату з Південного Уралу переходять угри (мадяри). У 822—836 роках вони зосереджуються у країні Лебедія (Леведія), що визначають приблизно на Лівобережжі України та у Наддонні. Мадярських пам'яток досі не виявлено у Запорізькій області, проте вони присутні у сусідній Дніпропетровській та, ймовірно, поховання вершників з конями у Київській області. 839 року київському княжому посольству, що поверталося з Константинополя до Києва стали на шляху угри.
Мадяри були вимушені залишити Лебедію через кілька років через переслідування від печенігів. Вони переправляються на Правобережжя Дніпра й потрапляють у край Ателькуза (приблизно українське Поділля), що тюркською означає Межиріччя.
Наприкінці 9 на початку 10 сторіччя печеніги знову вичавлюють мадяр, але вже з Ателькузи й вони вимушені тікати до Паннонії, де підкорюють слов'янські племена й створюють власне королівство. Руський літопис має свідчення про перехід угрів через Дніпро у Києва до Угорських гір (Карпати).
Рідкі мадярські поховання в Україні мають зброю й кінську збрую, а також землеробський лексикон сучасної угорської мови складений зі слов'янських, аланських і болгарських слів, свідчить про належність мадяр за часу перебування в Україні та у Наддонні до салтівської культури.

### Русь
Наприкінці 8 початку 9 сторіч полянська (руська) держава на чолі з князем Бравлином стає силою, що починає протистояти експансії Хозарії на захід та проводить військові дії на Чорному морі. Після заснування Київського князівства варягами (вікінгами) Аскольдом (860—882) і Діром у 860 році Чорне море через домінування руського флоту стає Руським морем.
Новгородський варяг і регент малолітнього Ігора Рюриковича Віщий (чаклун) Олег за допомогою своїх союзників мадярів з Ателькузи захоплює Київ, підкоряє сусідні слов'янські племена й утворює нову східноєвропейську імперію.
За київського князя Ігора (912—945) Русь досягає військовим походом Закавказзя, проте руські купці все ще платять за торгові шляхи Хозарії. Русь приєднує землі уличів Надпоріжжя, Запоріжжя й Пониззя Дніпра після русько-улицької війни 939—942 років після взяття воєводою Свенельдом улицької столиці Пересічень й відходу уличів до межиріччя Богу, Пруту й Дунаю.
Внаслідок переможної русько-хозарської війни 964—966 років київський князь Святослав Хоробрий (945—972) підпорядковує хозарських данників у оксько-верхньоволзькому межиріччі в'ятичів, розорює міста Саркел (Біла Вежа) й Ітіль, стверджуються на Тамані у новому княжому центрі Тмуторокані, перемогає аланів і кубанських касогів. Розгрому Хозарії сприяла навала зі сходу печенігів. Саме мінливість печенігів, що часами були спільниками Русі й часами спільниками Візантійської імперії, заважали тримати колишню Хозарію під владою Руської імперії. 967 року Святослав на прохання Візантії здійснює похід на Болгарське царство. 968 року звільняє обложений печенігами Київ. 969 року Святослав повертається у Болгарії й приєднує до Руської імперії болгарські землі України й Молдови від Дніпра до Дуная і Карпат. Разом зі спільниками уграми, болгарами й печенігами Святослав вдирається у центральну Болгарію за Дунай у Фракію, що вважалася Візантійською імперією своєю провінцією. Він придушує повстання болгар, але отримує нищівну поразку від візантійського імператора Іоанна I Цимісхія у Доростолі (Силістра). По дорозі у Київ переможеного Святослава у Мікільському-на-Дніпрі у Надпоріжжі вбиває печенізький хан Куря, до якого було відряджено з Константинополя епіскопа Феофіла. За руським літописом печеніги зробили з його черепа чашу.
З поразкою й смертю Святослава Хороброго Русь тимчасово втратила можливість закріпити за собою Запоріжжя й Надозів'я.
Слов'янськими поселеннями часів панування Русі з 942 року в Надпоріжжі були поселення на островах Хортиця й Байда, біля сіл Ясинувате і Новоолександрівка Запорізького району, Благовіщенка й Велика Знам'янка Кам'янсько-Дніпровського району. На острові Хортиця виявлені рештки руських шоломів і кольчуг. Вважається, що слов'янами надпорозьких й запорізьких поселень були бродники, у чиїх поселеннях часто збиралися та стояли руські дружини.
Припускається, що бродники були попередниками запорозького козацтва.

### Печеніги
Печеніги з'явилися у степах Надозів'я й Наддніпров'я зі сходу 889 року. Печеніги вичавили мадярів спочатку з Леведії (Лівобережна Україна й Подоння) й згодом з Ателькузи (Правобережна Україна). Вже на початку Х сторіччя печеніги захопили всі українські степи, чим зробили перешкоду для руської торгівлі зі сходом й півднем. Київський князь Ігор склав з ними угоду 915 року, що не спрацювала. Після розгрому великим київським князем Святославом Хоробрим Хозарського каганату у другій половині 10 сторіччя, посилився тиск кочовиків зі сходу, тому український степ наповнюється кочовиками Хозарії. У Запорізький області виявлені пам'ятки печенігів у Новомиколаївському, Гуляйпільському, Кам'янсько-Дніпровському районах. У північно-західного кута області, у Микільському-на-Дніпрі, 972 року було вбито князя Святослава печенізьким князем Курею, який зробив з його черепа чашу. За русько-печенізьких воєн відбулося 16 великих битв. Печенігів нерідко використовувала в боротьбі проти руської держави Візантійська імперія. Їх набіги почастішали після хрещення Русі в 988 році. Остаточної поразки печенігам завдав 1036 року великий київський князь Ярослав Мудрий, внаслідок чого одна їх частина відкочувала у межі Візантійської імперії, де значною мірою вони були знищені, й друга частина відкочувала на прикордоння з Руссю, де розчинилася серед торків. Востаннє печеніги згадуються у руських літописах 1168 року.

### Торки
Після розгрому печенігів Ярославом у 1036 році у степах України з'являються нові східні кочовики — торки, що на початку 11 сторіччя ще кочували у надаральських степах. На захід їх вабили багатства Візантійської імперії. Перший набіг на Русь стався 1055 року й тривали до 1060 року, коли об'єднані війська руських князів, що мали успіх у розбитті печенігів, виступили з чисельною кавалерією та флотом, що налякало торків й змусило їх до втечі. З іншої сторони, зі сходу, на торків тиснула половецька орда, тому вони замирилися з Руссю, відкочували до її прикордоння й перейшли на службу великому князю київському.
До торківської орди приєдналися рештки близьких їм печенігів.

### Половці
З середини XI сторіччя надозівські степи були захоплені половцями, після чого слов'яни почали називати їх «половецьким полем», або Лукомор'ям. У сточищі річки Молочної виникли половецькі поселення — вежі. Про тривале перебування кочовиків у запорізьких степах свідчать понад 50 кам'яних скульптур-баб, виявлені, переважно, у Мелітопольському, Приморському, Кам'янсько-Дніпровському й Токмацькому районах.

#### Битва на Калці
У першій половині XIII сторіччя, коли на Русь сунулась зі сходу небезпезпечна монголо-татарська навала половці звернулися до руських князів про захист. Київський, галицький, волинський, чернігівський, путивльський, курський, трубчевський й смоленський князі, об'єднавшись з половцями, вирушили зі своїми збройними загонами вглиб половецького степу проти монголо-татар. Збір військ та їх об'єднання відбулися в районі острова Хортиці. Але у вирішальній битві на річці Калці 16 червня 1223 року монголо-татари, використавши неузгодженість дій руських князів, розбили війська руських і половців.

### Монголо-татарська Золота орда
Заволодівши на початку 1240-х років Надозів'ям, монголо-татари змітали з лиця землі цілі поселення, знищуючи місцеве населення або захоплюючи його у полон. Через це надозівські степи стали майже безлюдними. Після розділу завоювань Чінгізхана Запоріжжя й Надпоріжжя потрапило до Кримського улусу Золотої орди.

### Кримське ханство
У 1445 році запорізькі степи по лівобережжі Дніпра увійшли до складу Кримського ханства, що відокремилось від Золотої Орди. Татарсько-ногайські орди чинили спустошливі набіги на міста і села, винищували і виганяли в рабство тисячі людей. Крим став одним з найбільших центрів торгівлі невільниками на Близькому Сході.
До середини ХІХ сторіччя степи континентальної України населяли кочові й напівосілі ногайські Єдисанська та Єдичкульська орди, що підпорядковувалися кримському хану.

### Бродники
Бродники були слов'янським населенням українських степів за пізнього середньовіччя. Селилися при бродах через степові річки. Займалися перевозами через броди, степовою торгівлею. Інша назва — товкмачі, описує їх здібності товкмачити татарську мову.

## Новий час
За козацької доби, що тривала у Запорізькій області з початку 16 сторіччя до 1775 року землі Запорізької області були заселені українцями.

### Військо Запорозьке
Козаки сформувалися у військо за часів Великого князівства Литовського, коли воно зміцнювало південний кордон Дніпром проти татарсько-ногайських орд. Слово «козак» татарською мовою означає «вільна людина». Вважається, бродники стали основою для українського козацтва.
Перша Запорозька Січ була заснована Байдою Вишневецьким на Хортиці у 16 сторіччі. На острові Малій Хортиці (неподалік від Великої Хортиці), що належав до козацьких володінь, близько 1554—1555 років український магнат Вишневецький спорудив замок, що згодом увійшов до системи січових укріплень.
Запорозька Січ стає з кінця 16 сторіччя основною базою боротьби з татарськими набігами та важливим центром визвольної боротьби українського народу. Навіть Карл Маркс визначив велике значення Запорізької Січі назвав її «християнською козацькою республікою», а з її заснуванням «дух козацтва розлився по всій Україні».
Поява козацтва за Дніпровими порогами сприяла більш інтенсивному освоєнню необжитих земель та пожвавленню тут господарської діяльності. Козаки займалися скотарством, мисливством, рибальством, бджільництвом та землеробством. Вони засновували зимівники (хутори). У пониззі Дніпра козаки споруджували укріплені «засіки».

### Визвольна війна 1648 року
Наприкінці січня 1648 року на Запоріжжі під проводом Богдана Хмельницького спалахнула визвольна війна проти польського панування. Козаки напали на польську урядову залогу, розташовану в районі острова Хортиці, і розгромили її. Цей виступ став початком визвольної війни українського народу. Козаки здобули низку перемог.
До перемоги у Визвольній війні українського народу Богдана Хмельницького переважна частина Запорізької області була під владою ногайської орди. Після 1648 року північні й східні землі Запорізької області переходять під контроль Запорізької Січі. За 18 сторіччя вони відносилися до Самарської паланки.

### Доба Запорозької Січі

#### Господарство
Запоріжці зробили помітні кроки в економічному розвиткові краю. Вони поступово розширювали свої володіння вздовж обох берегів Дніпра. У XVIII сторічч Запорізька Січ займала територію Південної України (в межах сучасних Запорізької, Дніпропетровської, частково Кіровоградської, Херсонської, Миколаївської, Донецької, Луганської й Ростовської областей). На запорізьких землях, на площі понад 8 мільйонах десятин землі, в першій половині XVIII сторіччя мешкало близько 50 тисяч чоловік. Основну масу запорізького війська становили козаки-січовики. Вони мешкали в укріпленому центрі Запоріжжя — Січі. Загальна їх кількість у 1730—1760-х роках становила 15—20 тисяч осіб. Решта населення під захистом Січі мешкала на хуторах та зимівниках.
На землях війська хліборобство розвивалося слабко. Це пояснювалося малою заселеністю краю та постійною загрозою руйнувань з боку татарських орд. Основою господарського життя на початку XVIII сторіччя на Запоріжжі було скотарство й рибальство. За даними перепису 1760 року, в Протовчанській паланці на 943 господарства, де мешкали одружені козаки, налічувалось 895 коней, 5335 голів великої рогатої худоби, 13 680 вівці. За даними 1774 року, на обох берегах Дніпра вже було понад 40 млинів, з них 29 належало заможним посполитим. За житло у зимівниках найчастіше правили землянки, в яких й мешкала основна частина степовиків. Лише багаті козаки мали кам'яні чи дерев'яні (рублені) будинки з коморами, льохами та іншими господарськими будівлями, обнесеними земляним валом або дерев'яним парканом.
Верхівку козацтва становили заможні козаки — власники рибальських промислів, земельних угідь, шинків тощо. Отаман Петро Калнишевський мав 68 коней, 747 голів великої рогатої худоби, близько 14 тисяч кіз та овець, 96 свиней; у писаря Лазара Глоби близько 14 тисяч голів худоби було й землі на місці сучасної центральної місцевості Дніпра Гора над Половицею. Козацька голота (сірома) не мала власного господарства й майна, вона наймитувала у заможних козаків.
У другій половині XVIII сторіччя на Запоріжжі почали зароджуватись нові капіталістичні відносини. У зимівниках козацької старшини використовувалася вільнонаймана робоча сила. У великому зимівнику проживало від 18 до 30 вільнонайманих робітників — захожих заробітчан, бідних козаків. Запорізька Січ широко збувала сільськогосподарську продукцію, особливо коней, велику рогату худобу, пушнину, рибу далеко за межі Запоріжжя й України, зокрема — до Росії, Західної Європи та країн Близького Сходу.

#### Освіта
Про стан освіти на території Запорізької Січі в середині другої половини XVIII сторіччі свідчить одночасне існування шкіл при всіх 16 церквах, а також трьох спеціальних — казенно-платної, січової та школи вокальної музики і церковного співу. Для прожиття учням дозволялося заробляти колядуванням, щедруванням, поздоровленням козацької старшини співами у свята.
Січова школа була по суті вищою. За 15 років свого існування (1754—1769 роки) вона підготувала низку кошових старшин, писарів та інших адміністративних осіб для праці в судах, канцеляріях тощо. Третя школа готувала читців, співаків і диригентів для церковних хорів. Крім виразного читання, тут навчали партесного (багатоголосого) хорового співу.

#### Степові шляхи й чумацтво
Землі війська запорізького перетинали шляхи, якими татари просувалися під час набігів на землі України та Московії. Зокрема, відомі — Муравський шлях, що починався з Перекопу й через південні українські степи прямував на північ, до Тули, а також — Чорний шлях, що теж починався з Перекопу, перетинав пониззя Дніпра, проходив між верхів'ями Інгульця, Тясьмина й Росі в напрямі до Умані, Тернополя, Львова. Важливе значення мав також Чумацький шлях, що пролягав лівим берегом Дніпра через запорізькі землі до Перекопу, а звідти — до Криму. Крім згаданих, на Запоріжжі були ще шляхи місцевого значення, якими чумаки, здебільшого запоріжці, возили з Перекопу сіль та рибу. Через розбійницькі напади татар подорожування в ті часи було небезпечною справою. Тому вирушали водночас по кілька десятків, а то й сотень возів, запряжених волами. Чумаки, перед тим, як вирушати в далеку дорогу, озброювались, обирали ватажка, якому в усьому корились.

#### Мистецтво
У XVII—XVIII сторіччях на Січі у свята влаштовувалось багато видовищ: урочисті процесії з музикою, рушничними і гарматними салютами, фейєрверками, гуркотом литавр тощо. Крім колядувань і щедрувань, молодь проводила драматичні дійства, святкові інтермедії, ходила із «Зіркою», «Козою», «Меланкою», ставила народну драму «Лодка, або шлюпка», пов'язану з повстанням Степана Разіна, що свідчило про зв'язки запорізьких козаків із донськими.
Мистецтво на Запоріжжі в XVI—XVIII сторіч виявлялись у філігранній різьбі на кості (козацькі порохівниці), у різьбленні на дереві (іконостаси і речі домашнього вжитку). Яскравими орнаментами прикрашались похідні намети козаків, їх прапори, клейноди. Існувала ціла галузь художніх ремесел по виготовленню узорчастих поясів. Особливо поширеними були народні картини «Козак Мамай або козак-бандурист» з оптимістичним віршованим підписом. «Козака Мамая» малювали майже всюди: олією — на полотні і дошках, на меблях, шафах, дверях і навіть вуликах, рослинними фарбами — на стінах будинків.
На Запорожжі були поширені думи: «Козак Голота», «Отаман Матяш», «Федір безродний, бездольний», «Кішка Самійло», «Козак нетяга Фесько Ганжа Андибер» та інші, історичні пісні, легенди і перекази про Морозенка, Супруна, Гната Голого, Івана Сірка, Максима Кривоноса, Івана Богуна, Богдана Хмельницького, Семена Палія, Максима Залізняка, Устима Кармалюка та інших славетних людей України. Всесвітньо відомим став знаменитий «Лист запоріжців до турецького султана», складений у другій половині XVII сторіччя. Цей лист, сповнений глибокого оптимізму, приперчений козацьким гумором, пройнятий гострою зневагою до ворогів.

### Російська колонізація за Запорозької Січі
З 1741 року особам, що втекли з Гетьманщини та Росії й переховувались у Польщі, Молдавії чи в Криму, було дозволено селитись на території Запорозької Січі, що потроху анексовувалися у підпорядкування російським урядом.

### Повстання 1764 року
Восени 1764 року у Великому Лузі стався виступ козацьких низів проти верхівки козацтва. Сутичка сталася між наймитами зимівників й рибних промислів, з одного боку, й власниками цих же зимівників й промислів — з другого. Виступ сіроми було придушено збройною силою.

### Повстання 1768 року
Навесні 1768 року запорізька козацька сірома під проводом Максима Залізняка взяла активну участь у Коліївщині, під впливом якої наприкінці грудня 1768 року в Січі вибухнуло найбільше в її історії повстання. Повсталі захопили військову артилерію, випустили ув'язнених гайдамаків, розгромили будинки старшини та багатого козацтва. Закріпившись у Січі, сірома чинила опір російським каральним військам. Сили були нерівні, тому повстання придушили.

### Дніпровська укріплена лінія
У 1770 році почалось спорудження Дніпровської укріпленої лінії, що пролягла через запорізькі степи між річками Дніпром й Бердою. Система укріплень складалась з семи фортець: Петровської, Захар'ївської та Олексіївської — на річці Берді, Кирилівської — на річці Токмачці, Григорівської і Микитівської — на річці Кінській, Олександрівської — в гирлі річки Сухої Московки, на місці збудованих раніше редутів.

### Селянська війна (1773—1775)
Запорожці підтримали селянську війну 1773—1775 років під проводом Пугачова. Після поразки у битві біля Чорного Яру Пугачов мав намір йти до Запорізької Січі.

### Скасування Запорозької Січі
Після перемоги Російської імперії за допомогою козаків у Російсько-турецькій війні (1768—1774 років) та підписання Кючук-Кайнарджійської мирної угоди решта території Запорізької області (Північна Таврія) опинилася під владою Російської імперії.
Після цього Січ стала внутрішньою територією імперії. Російський уряд, який давно прагнув ліквідувати Січ вирішив її знищити. У липні 1775 року російське військо на чолі з генералом Текелієм, повертаючись з турецького фронту, несподівано напало на Січ й зруйнувало її. 3-го серпня 1775 року царським маніфестом було офіційно проголошено ліквідацію Січі. Цим актом російський уряд назавжди припинив існування славної Запорізької Січі, що протягом сторічч була оплотом визвольної боротьби українського народу.
З решти козаків на південному сході біля Бердянська створюють Азовське козацьке військо.
У 1784 році утворився Мелітопольський повіт, що у 1802 році увійшов до складу Таврійської губернії.
У 1796 році сталися зміни в адміністративному устрої України. Південна Україна та Крим склали Новоросійську губернію, поділену 1802 року на три: Катеринославську, Херсонську й Таврійську. Ще з 1806 року у Катеринославській губернії існував Олександрівський повіт. У 1842 році з Мелітопольського повіту Таврійської губернії виділився Бердянський повіт. Територія трьох названих повітів й становить сучасну Запорізьку область.

### Російська колонізація після скасування Січі
Значна частина запоріжців залишилась у козацькому стані, за становищем, наближеним до державних селян, а землі колишньої Запорізької Січі включено до складу Катеринославського намісництва й, здебільшого, роздано російським дворянам.
Російський уряд намагався заселити землі Запорозької Січі іншим, неукраїнським народом. Землі роздаються німцям-менонітам під колонії (правобережна частина міста Запоріжжя й Запорізького району). Сюди оселяють болгар та інших. Проте український етнічний елемент склав більшість серед поселенців запорозької землі.
Царський уряд роздавав родючі землі Приазов'я та пониззя Дніпра землі російським й українським поміщикам, високопоставленим чиновникам, офіцерам, запроваджуючи кріпосницьку систему. Тільки в Катеринославській провінції протягом 1775—1782 рр. було роздано 4470 тис. десятин. Створювались величезні земельні володіння на десятки тисяч десятин кожне. В Олександрійському повіті 1805 року генерал-майор Балабін мав 13 тис. десятин землі, чиновник Дебальцев й надвірний радник Капніст по 18 тис., графиня Скавронська — 55 тис. Всього в повіті на цей час 126 поміщикам належало 590 тис. десятин землі та близько 14 тис. кріпаків. На початку XIX ст. у зв'язку з розвитком на півдні тонкорунного вівчарства роздача земель дворянам набула ще більшого розмаху. З 1808 по 1818 рік поміщики, які займались розведенням овець, дістали 1725 тис. десятин казенних земель. З цієї кількості поміщик Сокологорський мав 62 тис., Попов — 61 тис. десятин у Мелітопольському, граф Канкрин — 52 тис. десятин в Олександрівському повітах.
Українські та російські поміщики переселяли кріпаків зі своїх старих маєтків у південні українські степи. Наприкінці XVIII — на початку XIX ст. переселенці Олександрівського та Мелітопольського повітів утворили на землях поміщика Потьомкіна села Балабине, Григорівну, Веселянку, Хитрівку, Царицин Кут; на землях Попова, по річках Кінській, Янчекраку, Карачекраку — села Василівку, Янчекрак, Карачекрак та інші. Кріпацькі села виникли і на землях поміщика Мордвинова в Бердянському повіті.
Та найбільшим землевласником лишався царський уряд. Він мав три чверті земельних угідь у Придніпров'ї та Надозів'ї, заселяв їх державними селянами добровільно та примусово. Переважну більшість казенних земель заселяли колишні запорізькі та українські козаки із слобідських полків та з полків Полтавської і Чернігівської губерній. Тікаючи від кріпацького гніту, поселялися тут і численні кріпаки з центральних губерній Росії та Правобережної України. Царська адміністрація не виявляла особливої ретельності щодо встановлення приналежності втікачів і, як правило, не сповіщала поміщикам про місцеперебування їхніх колишніх кріпаків. Добровільні переселенці не мали майже ніяких пільг від держави, тому більшість їх потрапляла на новому місці у дуже скрутне становище.
Протягом перших двох десятиліть XIX ст. значних масштабів набуло примусове переселення сюди з різних губерній російських протестантів — духоборів, молокан, православних старовірів, що оселились на правому березі річки Молочної та вздовж річки Білозерки.
Російський уряд став на шлях широкого залучення сюди іноземних колоністів. Протягом перших двадцяти років XIX ст. на території сучасної Запорізької області засновано понад 50 німецьких колоній, власники яких тільки в Бердянському та Мелітопольському повітах одержали 214 тис. десятин кращої землі. Німці-колоністи користувались великими пільгами. Вони одержували по 60—65 десятин на двір, на 30 років звільнялись від будь-яких податків, військової повинності, їм надавалось право заводити промисли з припискою до них кріпосних українських та російських селян.
У Таврійських степах селилися також вихідці з Польщі, Чехії, Сербії, Греції та Албанії. 1843 року тут утворилось 7 єврейських колоній, що налічували 2 тис. родин. Численними стали громади болгар, гагаузів, поляків, сербів, греків, албанців.
Не довго лишалися вільними втікачі-поселенці таврійських степів і пониззя Дніпра. 9 листопада 1827 року вийшов царський указ, за яким селяни-втікачі Новоросії не пізніше 15 вересня 1828 року мусили приписатись до поміщицьких або казенних поселень. Порушників того указу суворо карали. Молодих чоловіків віддавали в рекрути, а тих, хто мав більше 35 років, відправляли до арештантських рот, до Сибіру, чи повертали їхнім поміщикам. Завдяки указові багато поміщиків перетворили збіглих селян на своїх кріпаків. Так, поміщиця Толстая приписала собі багато збіглих козаків і селян, що поселилися в селі Збиточному Бердянського повіту; 67 утікачів-солдатів, які проживали в селі Василівці Мелітопольського повіту, стали кріпаками поміщика Попова.
Внаслідок цього кількість закріпаченого населення в краї зростала. І все ж тут його було менше, ніж у цілому по Україні. Якщо напередодні реформи 1861 року із загальної кількості селян України 41,4 % було кріпаків, то в межах сучасної Запорізької області їх налічувалось всього 12,6 % Близько 80 % сільського населення належало до державних селян, які за користування землею платили казні великі податки: подушні, оброчні тощо. Крім того, вони виконували ряд інших повинностей: будівництво шляхів, річкових причалів, обслуговування поштових станцій тощо.

### Доля ногайців
Після приєднання Криму і Північної Таврії до Росії частина ногайців було знищено каральним походом Олександра Суворова. Решту підкорених ногаїв росіяни намагалися привчити до землеробства та осілого життя. На той час ногайці Єдисанської та Єдичкульської орд кочували в надозівських степах й вели примітивне скотарське господарство. Для них було відведено 285 тис. десятин придатної землі, що простяглася смугою понад Азовським морем від річки Берди до Утлюцького лиману. Однак умови осілого життя здалися ногайцям обтяжливими. У 1860—1861 роках під час переселення частини кримських татар до Туреччини слідом за ними туди подалось й 60 тис. ногайців. Внаслідок цього в Приазов'ї спустіло 96 аулів. Щоб поповнити кількість населення, уряд вживав термінові заходи. На вільні землі переселялись люди з старих населених пунктів Північної Таврії, а також колишні державні та кріпосні селяни з Київської, Чернігівської, Воронезької і Тамбовської губерній — всього понад 36 тис. чоловік. Крім того, сюди направлялись переселенці з-за кордону, зокрема з колишніх турецьких володінь на Балканах. З-за Дунаю переселилась частина українців і росіян, але найбільше — болгар. Протягом 1861—1863 рр. в межах сучасної Запорізької області утворилось 47 болгарських колоній з населенням понад 24 тис. чоловік та три невеликі колонії гагаузів з населенням близько 1 тис. чоловік.

### Розвиток господарства до реформи 1861 року
У дореформений період основою економічного життя краю було сільське господарство. Величезні цілинні простори успішно використовувались для розвитку скотарства, особливо тонкорунного вівчарства. Викликане швидким розвитком суконної промисловості в центрі Росії та підвищенням попиту на вовну в країнах Західної Європи, воно інтенсивно розвивалось. У 1848 році в межах сучасної Запорізької області налічувалося 417,1 тис. голів простих і 706,2 тис. голів тонкорунних овець. Окремі власники мали по 100 тис. голів овець.
Значна частина великих поміщиків вже з кінця 1830-х роках почала переходити до капіталістичних форм ведення господарства. На півночі Таврії цьому сприяли такі фактори, як відносно невисокий процент кріпацького населення, всезростаючий ринок, близькість морських портів, звідки хліб, вовна, м'ясо, шкіра йшли на продаж, зокрема за кордон.
У 1840-х роках у деяких містах і містечках виникло чимало невеликих підприємств, передусім для переробки сільськогосподарської сировини. На території сучасної Запорізької області у 1848 році працювали фабрики: галетна, макаронна, суконна, 3 сукновальні, 7 красильних і 5 шовкомотальних; невеликі заводи: 2 пивоварні, 30 винокурних, 21 рибний, 15 черепичних, 88 цегельних, 5 — по випалюванню вапна і 13 — по виготовленню глиняного посуду. Того року вони виробили товарів на суму 521,9 тис. карбованців.
Селяни заводили сади та городи. На всю Таврійську губернію відомі були садоводи і городники Мелітопольського і Бердянського повітів. У 1848 році в Бердянському повіті садів було 217 десятин, в Мелітопольському — 360 десятин. Великою кількістю садів славились села Велика Знам'янка, Кам'янка Дніпровська та інші.
Освоєння земель, розвиток продуктивних сил сприяли більш інтенсивному заселенню краю. Якщо наприкінці XVIII ст. населення Північної Таврії становило 55 тис. чоловік, то 1812 року — 96 тис. Напередодні селянської реформи в межах сучасної Запорізької області проживало 396 тис. чоловік.
Зростали старі і засновувались нові міста. 1861 року мешкало населення: в Олександрівську — 2850, Бердянську — 12 100, Ногайську — 2650, Мелітополі— 5865, в Оріхові — 4400 чоловік.

### Освіта й культура до 1861 року
Переважна більшість населення була неписьменною. У дореформений період шкіл на Запоріжчині майже не було. У 1861 році в межах сучасної Запорізької області в населених пунктах з українським та російським населенням існувало 26 парафіяльних шкіл. У місті Олександрівську були повітове училище, пансіон для шляхетних дівчат. В усіх навчальних закладах повітового центру навчалось лише 113 учнів. Та народ творив свою культуру — самобутню усну поезію, музику, танці, видовища, образотворче мистецтво. У народних піснях жили героїчні діла, звитяжність і лицарство запорозьких козаків, відбивалися різні сторони селянського побуту і життя, їх надії і сподівання.

### Гніт й повстання кріпаків
На 1840—1860-ті роки припадає час інтенсивного розвитку зернового господарства. Поміщики, прагнучи одержати якомога більше товарного зерна, значно розширили посівні площі, переважно за рахунок селян. Доведені до зубожіння, селяни вели свої господарства дуже примітивно. Голод був постійним супутником їхнього життя. У маєтку царського міністра Канкрина тільки протягом 1848—1850 років від голоду померло 500 осіб. У Василівському маєтку графа Попова 1848 року голодувало 200 сімей.
Поміщицькі селяни не мали будь-яких прав. Щоб убити в кріпаках потяг до волі, кріпосники застосовували найжорстокіші кари. Так, городничий міста Оріхова Зайдеман влаштував у своєму будинку катівню. Його дружина знущалась там над сільськими дівчатами: виривала на голові волосся, била палицею по обличчю. Сам городничий бив дворових нагаєм до ран, після чого рани поливав горілкою з сіллю. Дівчат бив головою об стіну, давив горло, роздирав пальцями рот.
Експлуатація, дика сваволя, нелюдські знущання штовхали селян на боротьбу. Один з перших значних селянських виступів на Запоріжжі відбувся в липні 1840 року в Григорівці, Веселянці, Юльївці, Царициному Куті, Хитрівці, коли селяни відмовилися збирати поміщицький хліб.
Кріпаки села Первозванівки влітку 1858 року виступили проти поміщиці Беккер. Виступ підтримали кріпаки 27 навколишніх сіл. У донесенні царю начальник III відділення жандармського корпусу повідомляв, що «…двадцять тисяч жителів навколишніх сіл підтримували дух непокірності». Серед організаторів повстання були солдати-відпускники — учасники Кримської війни Д. Тищенко і М. Бойко. Це повстання було жорстоко придушене.

### Реформа 1861 року
Наростаючі селянські заворушення, дальший розвиток продуктивних сил, для яких кріпацтво ставало гальмом, примусили російську владу визнати необхідним звільнення селян згори, не чекаючи, поки вони самі визволяться знизу. При цьомуку влада зробила усе можливе, щоб захистити інтереси поміщиків. Селян запорізького краю теж безсоромно пограбували. Так, якщо до реформи кріпаки Мелітопольського і Бердянського повітів мали 59,2 тис. десятин землі, то після реформи у них було всього 43,3 тис., причому кращу землю поміщики відмежували собі. Вони також широко скористались наданим правом зменшувати площі селянських наділів, виділяти їм неповні, нижчі, або т. зв. дарчі душові наділи. Це давало можливість поміщикам тримати в своїх руках родючі землі і, водночас, забезпечувати своє господарство дешевою робочою силою. 3909 селян Мелітопольського та Бердянського повітів одержали всього 5171 десятину «дарчої» землі.
За землю селяни змушені були платити великий викуп. Селяни Таврійської губернії мали виплатити 1200 тис. крб., фактично ж до 1906 року вони виплатили 1800 тис. карбованців.
На грабіжницьку реформу селяни Запоріжжя відповіли масовими протестами. Одними з перших виступили в березні 1861 року недавні кріпаки с. Катеринівки Мелітопольського повіту. Ознайомившись 25 березня з маніфестом та «Положенням» і не знайшовши там того, чого чекали, вони не повірили в справжність маніфесту, відмовились виконувати панщину. їх підтримали селяни Ганнівки, Михайлівни та Єлизаветівки. Рішучий характер мав виступ селян у маєтку брата царя теж на Мелітопольщині. Понад 2 тис. селян відмовилися визнати «Положення», вимагаючи наділення землею без будь-якого викупу. Особливо впертим і довгочасним виявився виступ селян села Обиточного Бердянського повіту, який з перервами тривав з квітня 1861 до листопада 1863 року. Кілька разів російська влада посилала сюди війська.
Поодинокі селянські заворушення в краї не припинялись протягом усього післяреформеного періоду. Так, у вересні 1886 року колишні кріпаки поміщика Іваненка села Благовіщенки Мелітопольського повіту виступили проти поміщика, від якого одержали після реформи 1861 року четвертні наділи. Спочатку вони орендували землю на умовах скіпщини і відробітку, а з 1886 року Іваненко запропонував перейти на грошову оплату, причому на кабальних умовах. Вкрай обурені селяни повстали проти поміщика. У 1877 році в селах Петровському та Миколаївці Олександрівського повіту селяни захопили толоку, здану поміщиком в оренду іншим особам.
У червні 1885 року відбулося заворушення сільськогосподарських робітників у селі Павлівці Олександрівського повіту. Причиною його було побиття і звільнення управителем поміщицької економії двох робітників. Кинувши роботу, 60 робітників економії вимагали повного розрахунку до закінчення строку найму. Діставши відмову, вони оточили контору економії. Для розправи над селянами туди прибула поліція.

### Господарство після 1861 року
Капіталістичні відносини швидко проникали в сільське господарство степової України, яке ставало підприємницьким, торговим. Це сприяло виникненню багатьох нових сіл, виселків і хуторів, особливо в Таврійській губернії. Наприкінці XIX ст. на території сучасної Запорізької області розорювання земель в основному завершилось. На цей час площа засіву польових, головним чином зернових культур, перевищила 1725 тис. десятин землі (ярова пшениця займала 830 тис.; ячмінь — 500 тис. десятин). Валовий збір усіх продовольчих культур (без вівса, картоплі та олійних) протягом шестиріччя (1895—1900 рр.) становив пересічно на рік 44 700 тис. пудів.
На прикладі селянського господарства в пореформений період у Дніпровському, Мелітопольському та Бердянському повітах (територія двох останніх становить близько 75 % території сучасної Запорізької області), селянство поділялося на 3 основні групи селян: біднота (безпосівні та з посівом до 10 десятин) становила 40 % господарств, їй належало 174 496 десятин посіву (12 % усіх посівних площ); середняки (з посівом 10—25 десятин) — їхніх господарств було 40 %, вони мали 540 093 десятини (38 % посіву); заможні з посівом понад 25 десятин — їх було 20 %, вони мали 724 678 десятин (50 % посіву), 47,2 % знарядь обробітку, 92,8 % збиральних машин, понад 50 % великої рогатої худоби.
Третина селянських господарств Бердянського та Мелітопольського повітів змушена була, здавши землю в оренду куркулям, шукати заробітків. В Олександрівському повіті, на початок XX ст. кількість бідняцьких дворів досягла 55,9 процента.
У 1880—1890-х роках міста Олександрівськ, Бердянськ, Мелітополь, Оріхів, село Гуляйполе стали великими робітничими ринками. Сюди прямували десятки тисяч заробітчан. Капіталізовані поміщицькі, куркульські та фермерські колоністські господарства широко використовували дешеву робочу силу. У найбільш гарячу пору, влітку, робочий день наймита міг тривати 14—15 годин. В окремих економіях Олександрівського повіту роботу починали о 3-й годині ранку, а кінчали о 9-й вечора. Середня заробітна плата сільськогосподарського робітника у Катеринославській губернії у 1883—1900 рр. на сівбі не перевищувала 30 коп., на косовиці — 50, на жнивах —-95 коп. їжу одержували робітники несмачну і нетривну. Особливо терпіли вони від недоброякісної води. В степових надозівських районах криниць було дуже мало, воду доводилось возити за десятки кілометрів. Для цього копали великі ями, заливали цементом, де й зберігали воду. Ям, як правило, нічим не накривали, тому вони забруднювались. Від пиття такої води люди часто захворювали на шлункові хвороби. Житлові умови сільськогосподарських робітників були тяжкими.
Великі площі родючих земель, нестача робочих рук змушували фермерів досить широко застосовувати машини. У 1889 році на Запоріжчині машини під час сівби та збирання врожаю застосовувались на третині площі орної землі.
Широкий попит на машини стимулював виникнення в Олександрівську заводів по виготовленню плугів, жниварок та борін. На кожному з них працювало по 400—500 робітників. У 1883 році в Бердянську підприємець Д. Грієвз побудував завод, на якому працювало понад тисячу робітників. Невеликі підприємства по виготовленню сільськогосподарських машин і знарядь виникли в Молочанську, Мелітополі, Токмаку, Софіївці, Кічкасі, Хортиці, Гуляйполі, Оріхові та деяких інших населених пунктах.
З розвитком капіталізму розширювалось будівництво залізниць, які з'єднували глибинні райони з портами Чорного та Азовського морів. Одна з перших — Лозово-Севастопольська, побудована у 1870-х роках, пролягла через усю територію області з півночі на південь. Колія Чаплине — Бердянськ з'явилась у 1898 році; 1900 року почала діяти друга Катерининська залізниця, яка пролягла від станції Волноваха через Пологи до Олександрівська, і далі через Дніпро поблизу Кічкаса до станції Довгинцеве; дещо пізніше вступила в експлуатацію ще одна колія — від станції Федорівка через Токмак до Царекостянтинівки.
Перші десятиріччя післяреформеного періоду на Запоріжжі позначались швидким зростанням населення. Якщо в імперії з 1861 по 1897 рік населення збільшилося приблизно на одну третину, то на території сучасної Запорізької області за той же час воно зросло майже в два з половиною рази — з 391 тис. до 960,6 тис. чоловік. Із загальної кількості населення в містах і містечках проживало тільки 120 тис. чоловік. Основна маса міського населення зосереджувалась в таких містах, як Олександрівськ (18,8 тис.), Бердянськ (26,5). Мелітополь (17,3), Токмак (21,5).
Зростання промисловості, міського населення, товарності в сільському господарстві сприяли пожвавленню внутрішньої торгівлі та експорту товарів за кордон. У великих населених пунктах були постійні базари, щороку відбувалось по 2—3 ярмарки. На ярмарках і базарах торгували кіньми, великою рогатою худобою, салом, олією, ремісничими виробами. З часом Північна Таврія стала одним із значних хлібних районів. Багато зерна вивозилось по Дніпру та залізницею до чорноморських портів, а звідти відправлялось за кордон. 1900 року з Олександрівська до Херсона по Дніпру перевезено 18 691 тис. пудів хліба. Важливим портом по експорту хліба був Бердянськ, звідки середньорічний вивіз пшениці у 1866—1870 рр. становив 7,8 млн пудів, а в 1891—1895 рр.— 10,5 млн пудів.
Розвивалося садівництво та виноградарство. Чимало виноградників розташувалось навколо Бердянська, Кам'янки-Дніпровської, Великої Знам'янки та болгарських поселень на узбережжі Азовського моря. З винограду виробляли вино, яке потрапляло головним чином на внутрішні ринки.
У післяреформені роки в краї відбулося деяке зрушення в галузі освіти й культури. В повітових центрах та заштатних містах — Оріхові, Ногайську й Великому Токмаку були відкриті гімназії та кілька інших середніх учбових закладів, у повітах — кілька десятків початкових шкіл.
У селах Північної Таврії із загальної кількості дітей шкільного віку — 97 677 — в школах навчалось тільки 23 620 дітей, у тому числі дівчаток 5650. Закінчили школу 1886 року всього 6,1 %, у тому числі дівчаток 3,4 процента.
У 1890-ті роки швидкими темпами розвивається промисловість. На Запоріжчині вже діяло кілька десятків різних промислових і торговельних підприємств, на яких було зайнято близько 7 тис. чоловік. Робочий день на підприємствах тривав 12—15, а на окремих і 18 годин. Заробітна плата більшості робітників не перевищувала 12—20 крб. на місяць.
У червні 1885 застрайкували 400 робітників станції Олександрівськ та Південних залізничних майстерень. Вони протестували проти нових, введених підприємцями умов прийому на роботу, за яких знижувався заробіток, знімались безкоштовні проїзні квитки, медичне обслуговування тощо. 30 січня 1888 року спалахнув страйк робітників чавуноливарного заводу Классена в Мелітополі, а 18 липня 1894 року знову страйкували залізничники Олександрівська.

### Революція 1905—1907 років
У відповідь на розстріл мирної демонстрації в Петербурзі 9 січня 1905 року робітники Олександрівська провели масовий страйк, в якому взяло участь близько 5 тис. чоловік. До них приєдналися робітники промислових підприємств Софіївки, Хортиці, Оріхова. 5 березня застрайкували робітники заводу землеробських машин Фукса у Великому Токмаку, а наприкінці березня — на бердянських заводах Грієвза та Матіаса, в яких взяло участь 1000 робітників. Під час Жовтневого всеросійського страйку, в якому активну участь брали залізничники запорізького краю, почали виникати профспілкові організації. Так, у Мелітополі створилося 11 профспілок із загальною кількістю 700 членів. Профспілки виникли в Оріхові, Олександрівську, Бердянську, Великому Токмаку, Якимівці.
10 грудня робітники Олександрівська розпочали загальний політичний страйк, що переріс у збройне повстання. Виступивши зі зброєю в руках, робітники будували барикади, а бойові дружини захопили вокзал і залізничні майстерні. На допомогу повсталим прибули робітники станції Синельникове, Нижньодніпровська, Нікополя, а також селяни Вознесенки, Кушугума і Миколаївки. Слабо озброєні і недостатньо організовані робітники зазнали великих втрат. Серед трьох тисяч робітників, службовців і селян лише 300—500 мали зброю. Збройні сутички з поліцією і царськими військами відбувалися 12—13 грудня. 14 грудня повстання придушили.
У 1905—1906 рр. страйкували робітники Бердянська, Мелітополя, Великого Токмака, залізничники станцій Пологи, Федорівна тощо. Бурхливо розгортався селянський рух. В усіх трьох повітах відбувались виступи селян. Великою активністю відзначалася боротьба селян в Олександрівському та Мелітопольському повітах. Особливо відзначилась біднота сіл Пологів, Федорівни (тепер Чубарівки), Малокатеринівки, Кінських Роздорів, Андріївни, Михайло-Льовшиного Олександрівського повіту. В Мелітопольському повіті виступили селяни 11 волостей. Заворушення відбулися в Кам'янці, Великій і Малій Білозерці, Веселому, Балках, Михайлівці, Іванівці та інших селах. Селяни захоплювали землю, громили і підпалювали поміщицькі садиби. Селяни Великої Знам'янки поставили вимогу перед управителем економій одного з найбільших поміщиків півдня М. Романова передати в оренду 20 тис. десятин землі по 5 крб. за десятину та повернути гроші, стягнуті економіями за штрафи. Не діставши позитивної відповіді, вони протягом З—8 грудня 1905 року вчинили кілька нападів на економії Романова, маєтки поміщиків Шредерів та Зудермана. Повсталі розібрали 300 коней, понад 12 тис. овець, багато різного сільськогосподарського реманенту, майна, тисячі пудів хліба. Повстання придушили збройною силою.
Після поразки революції 1905—1907 рр. російська влада жорстоко розправилися з учасниками грудневого збройного повстання в Олександрівську. Багатьох порубали на місці під час вуличних сутичок, 800 повстанців кинули за ґрати. За участь у революційних виступах лише в Мелітопольському повіті було заарештовано 670 селян. Багатьох з них засуджено до каторжних робіт і на вічне поселення до Сибіру. У 1907 році таврійський губернатор скаржився цареві, що «тюремні приміщення переповнені у 3—4 рази зверх комплекту». Він просив кошти на будівництво нових в'язниць та посилення охорони.

### Економічне зростання
Запроваджена царським урядом столипінська реформа вдарила по общинному землеволодінню на Запоріжчині, де воно становило близько 80 % В Мелітопольському повіті з общин вийшли 55,4 % дворів. Тут утворилося 1508 хуторів. Вихід з общини для малоземельних селян означав цілковите розорення. Не маючи робочої худоби й реманенту, позбавлені можливості користуватись вигонами та іншими угіддями, бідняки нерідко спродували свої наділи, остаточно перетворюючись на батраків або робітників промислових міст.
У 1910 році в Бердянському та Мелітопольському повітах бідняки з наділом до 5 десятин продали 5621 десятину землі, власниками якої в Бердянському повіті у 87 випадках із 100 стали куркулі, в Мелітопольському — в 97. Напередодні першої світової війни в селах Мелітопольського повіту пролетарські та напівпролетарські групи становили 54,5 % усіх селянських дворів, які володіли 8,9 % посіву, мали 9,6 % землеробських знарядь, 10,2 % робочої худоби, 1,5 % овець тощо.
Промислове піднесення у 1910—1911 рр. вплинуло на подальший розвиток промисловості на Запоріжжі. В 1914 році тут налічувалось 657 підприємств. Особливого розвитку набуло виробництво сільськогосподарських машин і знарядь. На той час близько 45 % продукції сільськогосподарського машинобудування, що вироблялася на Україні, давали заводи Олександрівська, Бердянська, Токмака, Мелітополя. Розвивалась борошномельна промисловість. Тут працювало понад 100 парових борошномельних млинів, олійниці, цегельно-черепичні заводи. Питома вага промислової продукції не перевищувала 11 % продукції народного господарства краю. На промислових підприємствах налічувалось всього 22 тис. робітників.
Наприкінці 1910 року нова хвиля революційного піднесення здійнялась на Запоріжжі. За неповними даними тільки в 1912 році тут відбулося сім робітничих страйків, не припинялися вони і в наступні роки.

### Медицина й освіта
У 1910 році на території сучасної Запорізької області налічувалось 36 лікувальних закладів (15 — у містах і 21 — в сільській місцевості), з них 28 лікарень, у тому числі 2 залізничні і 2 тюремні. Всі установи охорони здоров'я обслуговували 92 лікарі та 35 акушерок. Погані житлові умови, постійне недоїдання були придатним ґрунтом для епідемій віспи, холери, висипного і черевного тифу та інших пошесних хвороб. Переважна більшість населення лікувалася народними засобами.
Переважна більшість населення лишалась неписьменною. За даними всеросійського перепису 1897 року в містах налічувалось 42—45 % письменних, у сільській місцевості — 24 % Письменними були, головним чином, заможні верстви населення — дворяни, духівництво, буржуазія, чиновники. Основна ж маса робітників, селян та ремісників не вміла ні читати, ні писати. Особливо багато неписьменних було серед корінного українського населення. Так, серед українців — чоловіків письменних було 30,9, серед жінок — 6,5 % Із 100 осіб чоловічого українського населення вищепочаткові училища закінчило тільки 0,3 %, а серед жінок ще менше.
На території сучасної Запорізької області не було жодного вищого навчального закладу. В 10 гімназіях, реальних та технічних училищах навчалося 2800 учнів. Діти трудящих вчились у початкових земських та церковнопарафіяльних школах. Таких шкіл у 1914 році в усьому краї налічувалось 692, в них навчалось 63,5 тис. дітей. Багато дітей трудящих не могло потрапити до цих шкіл. Лише в Мелітопольському повіті 1914 року через нестачу вчителів і приміщень у прийомі до школи відмовлено 3798 дітям.
На Запоріжжі 1913 року налічувалось 499 невеликих бібліотек, з них у Мелітопольському повіті — 131, з книжковим фондом 159,1 тис. примірників. 186 бібліотек Олександрівського повіту налічували пересічно по 153 книги.

## Новітня історія

### Перша світова війна
Під час Першої світової війни навесні 1915 року сколихнулась нова хвиля революційного піднесення. 11 травня 1916 року застрайкувало 800 робітників Азово-Чорноморського заводу в Бердянську. У червні того ж року страйкували робітники машинобудівного заводу Нейфельда в с. Лісному Бердянського повіту, а в липні — 800 робітників заводу Зафермана у Мелітополі. 5 січня 1917 року на взуттєвій фабриці Олександрівська розпочався страйк. Страйкарів підтримали 13 січня робітники залізничних майстерень, а 17 січня — кравецької майстерні Лацмана.

### Доба Української революції

#### Після Лютневої революції
Після Лютневої революції 1917 року 4 березня з ініціативи робітників заводу ДЕКА в Олександрівську відбувся багатотисячний мітинг. Після мітингу демонстранти рушили до в'язниці, і з участю спеціально обраної комісії звільнили політичних в'язнів. У Бердянську та інших містах і селах краю також відбулись демонстрації і мітинги. Водночас почали створюватись Ради робітничих і солдатських, а на селі — селянських депутатів. У багатьох з них, особливо в містах керівництво мали меншовики та есери, що підтримували Тимчасовий уряд.
Паралельно з Радами у містах створювались «громадські комітети», до яких входили представники заможних та освічених соціальних груп. Керівна роль у них належала кадетам, що повністю підтримували політику Тимчасового уряду. Повсюди продовжували діяти старі органи влади: у містах — міські думи та управи, в повітах та волостях — земські установи.
Під час Української революції (1917—1921) всі прошарки населення були втягнені в політичну боротьбу. На Запоріжжі діяли різні політичні партії та громадські організації. Лише в Бердянську налічувалось понад 15 різних партій: більшовики і меншовики, кадети, народні соціалісти, есери, анархісти, українські соціал-демократи українські есери, єврейські націоналісти тощо.
Революція активізувала український національно-визвольний рух, позбавленого елементарних національних прав — навчання рідною мовою, розвитку національної культури. Українські націоналісти створювали у повітових містах краю були утворені повітові ради, де керівна роль належала національним партіям. Найбільш численними виявились організації українських есерів, виразників ідеології заможного українського селянства.
Російські більшовицьки сили концентрувалися у середовищі заводських робітників великих міст: портовиків, залізничників та наймитів, розкиданих по селах і поміщицьких економіях. Великий вплив на місцеве населення мали військові частини з більшовицьким елементом, такі як запасні полки: 42-й, розташований у Мелітополі, 46-й — у Бердянську, 48-й — в Оріхові, автомобільні майстерні — у Великому Токмаку, треті тилові автомобільні майстерні — в Олександрівську.
Протягом квітня 1917 року закінчилась організація профспілок на заводах Токмака. У травні виникла професійна спілка металістів у Бердянську; 11 червня 1917 року в Олександрівську відбулись збори делегатів профспілок, які ухвалили об'єднати всі профспілки міста в «Спілку спілок».
Після VI з'їзду партії більшовики на Запоріжжі почали готуватися до збройного повстання. У серпні 1917 року в Олександрівську на заводах ДЕКА, Наталенка та інших створювались бойові дружини, у Мелітополі сформувався загін Червоної гвардії. Проте більшовики не були численними у на території Запорізької області — у жовтні 1917 року Олександрівська РКП(б) налічувала 200 комуністів, Мелітопольська — 207, Бердянська — 108, Великотокмацька — 1094. Більшовики підбурювали селянську бідноту на відсторонення у Радах й земельних комітетах від заможних селян («куркулі») та українських націоналістів.
На початку червня 1917 року в Олександрівську спалахнув страйк робітників на фабриці «Бр. Теверевські і К°», 11 липня застрайкували робітники заводу «Борман-Шведе і К°». Вони вимагали підвищення заробітної плати. Заворушення відбулися і в Бердянську. Селяни дедалі частіше вступали в конфлікт з поміщиками, самовільно захоплювали землі, відмовлялися сплачувати орендну плату. В с. Жеребці Олександрівського повіту матрос Шрамко, виступаючи на мітингу, закликав «приступити до негайного захоплення землі без будь-якої виплати і не чекаючи Установчих зборів». У Балківській волості Мелітопольського повіту селяни захопили під випас у маєтку поміщика Іваненка 400 десятин сінокосу.
Не виявив довіри Тимчасовому уряду другий повітовий з'їзд Рад селянських депутатів, який відбувся 17—19 вересня 1917 року в Бердянську.

#### Жовтневий переворот у Росії
26 жовтня 1917 у Петербурзі стався Жовтневий переворот. 27 жовтня 1917 року Мелітопольська міська дума постановила рішуче боротись з більшовицьким повстанням. В Олександрівську зосередились значні сили українських гайдамаків.
Після початку більшовицького вторгнення Олександрівськ 2 січня 1918 року був окупований загонами Червоної гвардії з Москви та Петрограда. Більшовицькі окупанти почали проводити політику відбирання власності.Рада Народних Комісарів РРФСР 21 січня 1918 року конфіскувала завод ДЕКА в Олександрівську. Було конфісковано низку підприємств, млинів, банків, заводів. Також конфісковували продовольство. На більш заможне населення було накладено великі контрибуції.
Відповідно до Декрету про землю конфісковувалася поміщіцька й надлишкова «куркульська» земля.
Більшовицькі ради організовують привласнення хліба у поміщиків й селян для постачання у Петроград, Москву, Донбас та північні російські губернії. Так протягом лютого—березня 1918 року тільки з Мелітопольського повіту відправлено 595 вагонів хліба.

#### Українська Народна Республіка
Після відозви В. І. Леніна «Соціалістична вітчизна в небезпеці» 24 лютого 1918 року Олександрівська Рада закликала мешканців вступати до Червоної Армії, де набрали 1500 робітників та найбідніших селян Олександрівського повіту. На Олександрійських підприємствах ремонтували бронепоїзди, обладнували пересувні технічні майстерні для частин Червоної Армії.
18 квітня 1918 року, після боїв з більшовицькими загарбниками, австро-німецькі війська зайняли Олександрівськ, 22 квітня — Мелітополь, а до кінця місяця підпорядкували всю територію сучасної Запорізької області. На землі Запорізької області повернулася влада Української Народної Республіки й почали відновлювати дію органи самоврядування скасовані більшовиками.
6 березня 1918 року за Законом Української Центральної Ради «Про адміністративно-територіальний поділ України» територія Запорізької області увійшла до новостворених земель: Запоріжжя (ввійшли Бердянський й Мелітопольський повіти; центр у Бердянську), Січі (увійшла частина Олександрівського повіту; центр у Січеславі) й Азовської (увійшла частина Олександрівського повіту; центр у Маріуполі).

#### Перехід загону Дроздовського на Донщину
На півдні Мелітопольського та Бердянського повітів з румунського фронту на Донщину просувався козацький загін полковника Дроздовського. Весь шлях дроздовців супроводився кривавими розправами над революціонерами, більшовиками, червоноармійцями, а також українськими військовими частинами. 15 квітня в районі залізничної станції Якимівка дроздовці майже знищили загін залізничників Полтавського вузла, що просувався до Криму для проведення ремонтно-відбудовних робіт. Із 180 чоловік врятувалися тільки шість. Під Мелітополем дроздовці розстріляли близько 80 осіб, а в самому Мелітополі — 42 особи; 23 квітня вони розстріляли членів Ногайської Ради, 24 квітня — членів президії Бердянської повітової Ради.

#### Українська держава
Внаслідок Гетьманського перевороту Павло Скоропадський очолив створену 29 квітня 1919 року Українську державу. Він скасував поділ УНР на землі того ж 29 квітня 1918 та повернув старий губернський поділ часів імперії.
Більшовики створили проти Української держави й австрійсько-німецьких військ підпільні організації. Вони підбурили загальний страйк залізничників України, до якого 20 липня приєдналися олександрівські залізничники, й потім залізничники Мелітопольського вузла, депо й станції Пологи. 29 серпня 1918 року відбувся загальний страйк робітників друкарень.
28 червня 1918 року за погодженням з Всеукраїнським бюро по керівництву повстанським рухом й виконуючи рішення Таганрозької конференції анархістів, Нестор Махно нелегально, за допомогою більшовиків прибуває в Україну й очолює партизанський загін у Гуляйполі для організації збройної боротьби проти німецько-австрійських та гетьманських військ. Він грабував поміщіків й нападав на німецько-австрійські конвої. До осені 1918 року Нестор Махно фактично очолив повстанський рух у всій Катеринославської губернії. До листопада його загони налічували до 6 тисяч осіб.
Гетьманський уряду проводив зачищення від більшовиків, проте пусті більшовицькі обіцянки, важке економічне становище, неспроможність на соціальні реформи гальмувало цей процес. Селяни Олександрівського повіту відмовилися повернути поміщикам націоналізоване й передане їм майно, вирубували ліси, підпалювали маєтки. Вони чинили опір вивезенню хліба до Німеччини. 6 вересня в селі Рубанівці Мелітопольського повіту в будинок німецького коменданта кинуто бомбу, в селі Білецькому Бердянського повіту 22 вересня організовано напад на німецький гарнізон, а в Токмаку — замах на життя начальника варти. 8 листопада о 20-й годині на мосту, біля станції Новокарлівка, пущено під укіс поїзд, а на станції Магедове 13 листопада розібрано залізничну колію. Більшовики також організували партизанські загони.

#### Директорія УНР
За 3—9 листопада 1918 року у Німецькій імперії сталася Листопадова революція, внаслідок якої 11 листопада 1918 Німеччина підписує з Антантою Комп'єнське перемир'я, за яким слідує капітуляція німецьких військ: припинення військових дій, здача Німецькою імперією сухопутного й морського озброєння, виведення військ з окупованих територій (у тому числі з Української держави).
13 листопада 1918 РРФСР анулює Брестський мирний договір, що фактично означало початок російської експансії в Україну. У листопаді 1918 року почалося негайне виведення Австро-німецьких військ.
Гетьман Павло Скоропадський шукає інших союзників у особі Півдня Росії, Він видає 14 листопада 1918 року Федеративну грамоту, у якій зобов'язався об'єднати Україну з майбутньою (небільшовицькою) російською державою.
14 листопада 1918 утворено Директорію УНР під головуванням Володимира Винниченка. Головним отаманом України призначено Симона Петлюру.
27 листопада 1918 року Нестор Махно зайняв Гуляйполе, оголосив його у стані облоги, сформував й очолив «Гуляйпільський революційний штаб». На той час він контролював значну частину Катеринославської губернії.
14 грудня 1918 року повсталими військами Української держави під командуванням Симона Петлюри було повалено режим гетьмана Скоропадського.
Директорія розглядала махновський рух, як частину Української революції й шукала об'єднання з ним для спільної боротьби з російською Червоною армією. Махно відмовився й відповів: «Петлюрівщина — авантюра, відволікаюча увагу мас від революції».
Партизанські загони у грудні 1918 — початку 1919 року підняли повстання проти Директорії УНР у низці сіл на північ від Мелітополя, у волостях Бердянського та Олександрівського повітів, у селах, прилеглих до Оріхова й станції Пологи. Південні, надозівські райони захопили війська Півдня Росії: районі Бердянська — війська генерала Володимира Май-Маєвського, в Мелітополі й на південь від нього — генерала Павла Тілло. Українська влада УНР зберігалася на північ від Мелітополя, Великого Токмака, Оріхова.
Червоні війська Задніпровської дивізії в лютому 1919 року окупували ряд населених пунктів на південь від Олександрівська, а на початку березня — ряд сіл Мелітопольського й Бердянського повітів, 14 березня — Мелітополь, 15 березня — Бердянськ. Усі раніше створені партизанські більшовицькі загони увійшли у лютому—березні 1919 року до складу Задніпровської дивізії Червоної Армії під командуванням Павла Дибенка.
Військо Вільної території Нестора Махна приєдналося у лютому до Задніпровської дивізії Української радянської армії. Проте коли фронт стабілізувався у квітні 1919 року, більшовики взяли курс на ліквідацію особливого становища Вільної території. Аршинов у своїх спогадах звинуватив радянську владу в організації блокади району, в ході якої затримувалися всі «революційні працівники». Постачання РПАУ снарядами й патронами, за його словами, скоротилося в 5—6 разів. Конфлікт між Махно й Дибенко залагодив командувач Українським фронтом Володимир Антонов-Овсієнко, що особисто прибув в Гуляй-Поле 29 квітня.
На вимогу з Харкова Лева Каменева (Розенфельд) піти проти повсталих селян на чолі з Никифором Григор'євим (Серветник) Нестор Махно звинуватив у цьому повстанні розправи більшовиків.
В окупованих районах більшовики проводили продрозкладку — відбирання хліба та харчів для Червоної армії РРФСР та губерній більшовистської Росії. Так, Бердянський повітовий продовольчий комітет до 10 травня 1919 року заготовив 536 тис., а Мелітопольський — 693 тис. пудів зерна.
Створені 8 січня Збройні сили Півдня Росії й навесні 1919 року — державні установи Півдня Росії, що розвинула наступ у бік території Запорізької області. Більшовики у травні 1919 року в Олександрівську сформували полк Червоної армії, а у Мелітополі — комуністичний загін. Селяни Воскресенської волості Олександрівського повіту, озброїлись, хто чим міг, й вийшли на позиції в напрямі Царекостянтинівки.
У травні 1919 року, махновські загони, що складали 3-тю бригаду Червоної Армії, діяли у складі українських радянських військ на донецькому напрямі проти Півдні Росії. Проте Нестор Махно вирішив залишити фронт проти Денікіна. Сам Махно разом із своїми прибічниками втік з Гуляйполя, де перебував його штаб, і переправився на правий берег Дніпра.

#### Наступ ЗС Півдня Росії
У червні 1919 року Збройні сили Півдня Росії захопили всю територію сучасної Запорізької області. Вони відновили дореволюційні порядки, знищували комуністів.
Більшовики пішли у підпілля та створювали партизанські загони.

#### Вільна територія
На початку вересня Нестор Махно створив Революційну повстанську армії України (РПАУ), у якій налічувалося близько 35 тисяч чоловік, з них щонайменше 10 тисяч були хворі на тиф.
На початку жовтня махновці зайняли Олександрівськ, 28 жовтня, махновці захопили Катеринослав й утримували місто протягом півтора місяців. Вони воювали як проти Півдня Росії, так й проти більшовиків, пропагуючи гасло: «Ради без комуністів». 31 жовтня 1919 року махновці востаннє спробували зайняти Гуляй-Поле, але були вибиті з нього денікінцями. Певний час РПАУ тримала Маріуполь, Бердянськ, Мелітополь, Нікополь, Катеринослав.
Олександрівський більшовицький комітет посилав комуністів до загонів Махна для розкладу (пропагандисти Михайло Полонський, Н. Новицький та інші). Внаслідок проведеної роботи багато махновців почало переходити на бік більшовиків. Так, 15-й махновський полк повністю приєднався до Червоної Армії.

#### Наступ Червоної армії
З успіхами у військових діях проти Півдня Росії Червона армія у січні 1920 року повністю відвойовує території Запорізької області у ЗСПР. Проте Мелітопольський та Бердянський повіти лишалися прифронтовими. В Олександрівському повіті продовжувався спротив недобитих загонів Нестора Махно. У містах й селах лютував висипний тиф, від якого вмирало багато людей.
Відступаючи ЗСПР вивозили хліб й худобу; лише в Мелітопольському повіті вони забрали у селян 60 % коней і возів, у зв'язку з чим у ряді сіл посівна площа зменшилася на 30 %, а урожай не перевищував 20 пудів зерна з десятини. Майже всі промислові підприємства не працювали.
У квітні 1920 року в межах сучасної Запорізької області діяло 62 комуністичні осередки, в яких перебувало на обліку 743 члени і кандидати в члени партії. У повітах, містах, волостях і селах політвідділами червоноармійських частин були створені ревкоми.
4 квітня 1920 року селян Мелітопольщини примусили в найкоротший строк виконати хлібну розверстку в розмірі 12 млн пудів зерна. Вітаючи безпартійну конференцію селян Олександрівського повіту, Президія ВУЦВКу закликала ще активніше допомагати Червоній Армії «нагодувати голодуючого робітника і йти по шляху відбудови господарства України».
16 квітня 1920 року з частини Катеринославської і Таврійської губерній створено Олександрівську губернію.

#### Наступ Врангеля
На початку червня 1920 року з Криму почали наступ війська Петра Врангеля. Такий успіх був можливий унаслідок польсько-радянської війни на заході та через незначні сили Червоної Армії, що лишилися у Надозів'ї. До кінця вересня 1920 року ЗСПР захопили майже всю територію Олександрівської губернії.
Мирні переговори з урядом Польщі дали можливість ЦК РКП(б) і Раднаркому зосередити головну увагу на Південному фронті. Сюди були перекинуті із заходу 1-ша кінна армія та інші військові частини, очолені Михайлом Фрунзе, Ієронімом Уборевичем, Климентом Ворошиловим, Семеном Будьонним, Сергієм Гусєвим, Бела Куном та іншими. 2 жовтня 1920 року В. І. Ленін звернувся до незаможних селян України: «Хай же всі і кожен стане грудьми на захист проти Врангеля! Хай усі комітети незаможних селян напружать, як тільки можна, свої сили, допоможуть Червоній Армії добити Врангеля!». Серед незаможників більшовики розгорнули рух за створення кавалерійських з'єднань під лозунгом: «Незаможнику, на куркульського коня — проти Врангеля!». Олександрійський губком партії та губвиконком забирали у селян для Червоної Армії продовольство й підводи
Війська Південного фронту Червоної армії розпочали наступ й наприкінці жовтня 1920 року визволили усю територію Олександрівської губернії, а у середині листопада 1920 року зачистили Крим від ЗСПР Врангеля.

### Совєцький період

#### Олександрівська (Запорізька) губернія УСРР
Господарство земель Запорізької області внаслідок непримиренної боротьби більшовиків за Україну було майже повністю зруйноване. Основна галузь промисловості губернії — сільськогосподарське машинобудування — в 1920 році дала лише 4,5 % довоєнної продукції. На 1 жовтня 1921 року з 300 націоналізованих підприємств харчової промисловості губернії (млинів, олійниць та інші) працювало тільки 8; з 54 металообробних підприємств збереглися й працювали як державні 13, здавалися в оренду 10; з 28 шкіряних підприємств працювало тільки 2. У сільському господарстві виробництво зерна у 1920 році становило лише 24 % довоєнного рівня.
Селян починають організовувати у колективні господарства, так у колишніх поміщицьких маєтках (особливо на Мелітопольщині), утворювались радянські господарства. Ще в 1920 році виник радгосп «Більшовик», у 1921 році — плодоягідні радгоспи «Садове» та «Підгірний».
Пропагандою займалися більшовицькі газети — 1920 році тут почали виходити газети «Известия» та «Серп і Молот» (органи Запорізького губкому КП(б)У і губвиконкому); у повітах з'явились свої «Известия» (Бердянськ, Мелітополь, Гуляйполе, Великий Токмак), газета «Серп і Молот» — у Молочанську, листок РАТАУ — в Генічеську. У 1921 році в Пологівському районі була створена комуна «Авангард».
В січні 1921 року відбулись «вибори» до міських, волосних і сільських Рад робітничих, селянських і червоноармійських депутатів, а 7 лютого — до повітових. У лютому 1921 року відбулась перша губернська партійна конференція та губернський з'їзд Рад.
У більшовистській партії були проведені чистки 1921 року на 1 квітня 1922 року в складі губернської партійної організації налічувалось 2566 членів партії.
Запорізька губернська комсомольська організація зросла з 500 комсомольців 25 квітня 1921 року на кінець 1922 року майже втроє.
Після перейменування міста Олександрівськ на Запоріжжя 23 березня 1921 року Олександрівська губернія перейменована на Запорізьку губернію (за текстом постанови ВУЦВК — Запоріжська).

##### Голод 1921 року
Через реквізії хліба 1921 року у губернії голодувало 900 тисяч осіб. Селян, що найбільше потерпіли від неврожаю, звільнили від продподатку.
Як наслідок голоду за січень—квітень 1922 року кількість коней зменшилась у 4 рази, великої рогатої худоби — майже в 4 рази.
Комуна «Маяк» (тепер Новомиколаївського району) утворили у 1920 році на землях Казахстану селяни і червоноармійці, що свого часу переселились з України. У голод 1922 року вони вирішили повернутись в Україну. З 120 осіб у дорозі померло понад 40 осіб, а ті, що добрались до місця, оселились у зруйнованому поміщицькому маєтку.

##### Антибільшовицьке повстання 1921 року
Тривав антибільшовицький спротив центром якого був Гуляйпільський повіт. Тільки у Великотокмацькому повіті стратили 150 більшовиків та їхніх прихильників. В повітах, волостях й по селах більшовики організовували групи бойові загони. За неповними даними в них було тільки членів Комнезаму 1590 осіб. Для боротьби проти повстанців до Запорізької губернії прибула Політсекція Олександрівського району на чолі з народним комісаром внутрішніх справ УСРР Володимиром Антоновим-Овсієнком. В цей час вищим органом губернії стала Надзвичайна губернська Нарада у складі Голови Наради (нач. політсекції), командира групи військ Олександрівського району, голів губревкому, продгубкому, члена бюро губному, голови губчека, начальника особливого відділу армії. Для розправи над повсталими селянами прибули частини Червоної Армії (42-а і 30-а дивізії та 9-а кавалерійська дивізія). Операцією по ліквідації повстанців безпосередньо керував заступник командуючого військами України і Криму Роберт Ейдеман, що завершилася у серпні 1921 року.

#### У складі Катеринославської губернії
Під час здійснення на Україні адміністративно-територіальних реформ (1922—1925 рр.) 21 жовтня 1922 року Запорізька губернія ліквідована, а її територія увійшла до складу Катеринославської губернії. У квітні 1923 року після реорганізації повітів на округи в межах сучасної Запорізької області утворились Запорізька, Мелітопольська та Бердянська округи. В липні 1925 року у зв'язку з укрупненням Бердянську округу ліквідували, а її райони відійшли до Запорізької та Мелітопольської округ.

##### Утвердження совєцького режиму
Запорізький завод відновив випуск моторів, почала діяти авторемонтна майстерня, запрацювали 3 парові млини. У Мелітополі на базі колишнього заводу Зафермана утворилась промислова артіль «Перемога». Вона випускала нафтові двигуни. Було відбудовано і розширено електричну станцію Азово-Чорноморського заводу в місті Бердянську. У Великому Токмаку 4 приватні підприємства об'єдналися в один завод «Червоний прогрес». У 1923 році завод виготовив партію тракторів марки «Запорожець».
Виробництво сільськогосподарських машин сконцентрувалось на заводах Запоріжжя, Бердянська, Мелітополя, Софіївки, Кічкаса, Токмака, Молочанська. Уряд у 1922 році створив у Запоріжжі Південний трест сільськогосподарських машинобудівних заводів. У 1924 році заводи «Сільмаштресту» за рівнем виробництва досягли довоєнного 1913 року. Завод «Комунар», на якому працювало понад 1700 робітників, у 1923/1924 господарському році дав 41 % загальносоюзного випуску збиральних машин. У 1924 році на Великотокмацькому заводі «Червоний прогрес» почалося серійне виробництво тракторів. Разом з Харківським паровозобудівним заводом, що також випускав ці машини, у 1925/1926 році випущено 383 трактори.
У 1925 році на Запоріжжі налічувалось понад 5500 безробітних.
У здійсненні політики комуністичної партії на селі використовувалися для колективізації Комітети незаможних селян. У 1925 році по Запорізькому округу налічувалось 13 тис. членів КНС. У 1922—1923 роках організувались радгоспи: «Відродження», «Акермень», «Веселе» та інші. У багатьох селах з наймитів й бідноти створюють колгоспи. На 1 жовтня 1925 року в межах сучасної Запорізької області працювали вже 62 комуни, 170 артілей та 82 товариства по спільному обробітку землі. В цей час споживча кооперація охопила близько 66 тис. селянських дворів, сільськогосподарська — 58,3 тис. господарств.
З 1922 року в районах Великого Токмака і Пологів на базі високоякісного каоліну місцеві майстри почали виготовляти гончарні вироби.
Створювалася мережа бібліотек, клубів, хат-читалень. Провадилась чимала робота з ліквідації неписьменності серед дорослого населення. У 1925 році на Запоріжжі діяло 450 шкіл лікнепу, де навчалось понад 14 тис. осіб. Працювало 1118 початкових і 7-річних шкіл, в яких навчалося 101,2 тис. дітей, тобто понад 65 % дітей шкільного віку. Для сиріт було відкрито 8 дитячих будинків, де виховувалось 1465 дітей. Були відкриті десятки професійно-технічних шкіл та інших спеціальних середніх навчальних закладів. У 1925/26 навчальному році діяли 3 виші. У 1925 році на Запоріжжі налічувалось 247 клубів і сільбудів, 338 хат-читалень, понад 300 бібліотек (без шкільних), 38 кіно- і 34 радіоустановки; 572 гуртки, створені при клубах, охоплювали близько 12 тис. учасників художньої самодіяльності.
Навіть традиційну українську культуру більшовики перетворювали на свою пропаганду. Так 1923 року група співців-кобзарів, серед яких був і представник Запоріжжя, склала в Харкові думу «Про військо Червоне, про Леніна батька і синів його вірних».
У грудні 1925 року на Запоріжжі вже налічувалось 4952 членів й кандидатів у члени КП(б)У та 13 527 членів комсомолу.
1925 року на Запоріжжі досягнуто довоєнного (1913 р.) рівня виробництва. Того року соціалістичний сектор дав 80 % усієї продукції. Приватний капітал витіснявся з торгівлі та інших ділянок народного господарства.

#### Індустріалізація

##### Дніпрогес
1-ша Всеукраїнська конференція КП(б)У, що відбулась у Харкові в жовтні 1926 року, ухвалила рішення про початок спорудження у 1926/27 господарському році Дніпрогесу — однієї з найбільших на той час гідроелектростанцій Європи. Вона мала постачати електроенергію великим промисловим центрам Наддніпрянщини та розв'язати проблему судноплавства Дніпром. Попередні підготовчі роботи почалися на Дніпрі біля Запоріжжя ще у серпні 1921 року. В лютому 1927 року створено Управління будівництвом Дніпровської гідроелектростанції, очолене уповноваженим ЦК ВКП(б) і РНК СРСР Е. І. Квірінгом та інженерами-енергетиками Олександром Вінтером, Б. Є. Веденєєвим і Павлом Ротертом. У березні 1927 року на правому березі Дніпра, поблизу Кічкаса, з'явились перші будівельники, в жовтні їх уже було понад 12 тисяч. 8 листопада 1927 року, в день 10-річчя Великого Жовтня, урочисто закладено Дніпровську гідроелектростанцію.
Дніпрогес мав бути зданий через 5 років — до 1 січня 1933 року.

##### Заводи
На будівництво й роботу направлялися кадри з РРФСР.
Завод «Комунар» у роки першої п'ятирічки повністю відродився і перебудувався: у 1930 році було вироблено 1500 зернових комбайнів, а у 1932 році — 5953. 10 жовтня 1932 року видав першу плавку високоякісної сталі електрометалургійний завод «Дніпроспецсталь».
За другої п'ятирічки (1933—1937 рр.) було побудовано заводи: «Запоріжсталь», коксохімічний, феросплавний, електродний та інші. Одночасно з Дніпрогесом споруджувався гігант чорної металургії «Запоріжсталь». Завод «Запоріжсталь» мав стати основою величезного промислового комбінату. В листопаді 1933 року тут задули першу доменну піч, а в 1936 році пущено перший у країні слябінг. Всього за роки довоєнних п'ятирічок введено в експлуатацію 3 доменні й 10 мартенівських печей, вальцювальні стани — тонколистовий та холодного прокату. Завод став одним з найбільших металургійних підприємств Совєцького Союзу. Першим підприємством кольорової металургії на Україні став Дніпровський алюмінієвий завод, який у червні 1933 року видав першу продукцію.
Для інтенсивної експлуатації робітників було поширено Стахановський рух, що виник 1935 року, й охопив усі ланки промисловості. Під керівництвом більшовицької партії роботу по втягненню до стахановського руху всієї молоді провадив комсомол.
Розвивалася машинобудівна, легка і харчова промисловість області. За міжвоєний період у Мелітополі виникли заводи — компресорний, дизелебудівний, верстатобудівний, консервний тощо. У Бердянську повністю реконструйовано Азово-Чорноморський й Першотравневий заводи, побудовано крекінг-завод.
У 1940 році в області налічувалось близько 200 підприємств російського (союзного) підпорядкування, 70 підприємств українського (республіканського) підпорядкування та багато підприємств місцевої і кооперативної промисловості.

#### Тотальна колективізація
У 1928 році південні райони спіткав недорід. Для більшовицької влади постало нагальним підкорення українського селянства для чого було необхідно знищення заможного селянства («куркулів») та суцільна колективізація. Для пропаганди спільного господарювання спочатку використовували досягнення перших колективних господарств, яких в області наприкінці 1927 року було 489 й машинно-тракторних товариств, яких 1927 року на Запоріжжі було 140. У підготовці до суцільної колективізації задіяли Комітетам незаможних селян, якими у Запорізькій окрузі було охоплено 56 % селянської бідноти. Вони діяли під керівництвом комуністичної партії. Для підготовки до колективізації на заклик листопадового (1929 року) Пленуму ЦК ВКП(б) 680 комуністів, що працювали у містах, виявили бажання виїхати в райони області.
Якщо в 1928 та першій половині 1929 року в сільськогосподарські артілі об'єднувались головним чином бідняки й наймити і на 1 жовтня 1929 року в області колективізувалось тільки 19,6 % господарств, то восени 1929 року до колгоспів масово пішов середняк. Розпочалася суцільна колективізація сіл і навіть районів. До весни 1930 року в краї об'єднались 70 % селянських дворів. Першими районами суцільної колективізації в 1930 році стали: Оріхівський, Михайлівський, Молочанський, Коларівський, Хортицький, Чубарівський і Якимівський.
Замість артілей створювались комуни, практикувалось примусове усуспільнення дрібних тварин, домашньої птиці, городів тощо. Так, у селі Юрківці Оріхівського району в січні 1930 року усуспільнили не тільки засоби виробництва, але й корів, домашню птицю. Селяни почали знищувати худобу перед тим, як вступати до колгоспу. Водночас вбивалися комуністи й радянські керівники. Селян підбурювали на рішення про виселення «куркулів» за межі України, конфіскацію їх майна та передачу його колгоспам. Так по 8 районах Запорізької округи на 10 березня 1930 року розкуркулили 1700 працьовитих селян.
Масова колективізація вимагала якнайшвидшого створення машинно-тракторних станцій (МТС). Перші МТС виникли у 1929 році в Якимівці, Пришибі, Канцерівці, Оріхові, Чубарівці, Гуляйполі та Софіївці. Навесні 1930 року колгоспні поля Запорізького та Мелітопольського округів обробляли 426 тракторів.
У нових колгоспах були чималі випадки несправедливості у розподілі прибутків так, що бувало куркулі й підкуркульники одержували на місяць по 13 пудів пшениці, а бідняки нічого не одержували.
На МТС були створені політвідділи, що разом з сільськими райкомами партії контролювали життя колгоспів, створювалися більшовицькі осередки по колгоспах.

#### Голодомор 1932—1933 років
Примусова колективізація фактично відібрала землю, за яку частина селян воювала на стороні більшовиків. Було розкуркулено (фізично знищено) голів заможних селянських родин. Селянство починало розуміти експлуатаційну суть й ворожість більшовицької влади по відношенню до себе. Для запобігання селянського повстання було організовано геноцид українського селянства через голодомор.
Керівництво СРСР та України видали цілу низку документів, що ускладнили й без того важке становище на селі. Ці документи: «Про заходи боротьби із розкраданням хліба», «Про заборону продажу хліба нового врожаю до 15.01.1933 р.», так званий закон про п'ять колосків — й досі вражають немилосердністю по відношенню до рідного народу. Діяло гасло: «Хто не йде до колгоспу, той ворог радянської влади!»
Врожай 1932 року був великий. За радянською статистикою врожайності за 1923—1933 роки, неврожайними роками були 1924 та 1928 роки, врожай 1932 року взагалі був більше, ніж у 1929 році. Головною причиною голоду стали фантастичні завдання хлібозаготівель. У селян відбирали харчі за допомогою Червоної армії. «Вимітали» все, до останньої зернинки! Архівні матеріали свідчать, що голод охопив усі райони області без винятку. У межах районів голодом було охоплено переважну більшість населених пунктів, незалежно від того, представники якої національної групи там мешкали.
Від голодомору гинули й у містах області. Так у будинку малюка у місті Запоріжжя за адресою вул. Дзержинського, 7, від голоду й виснаження в 1932—1933 роках померло понад 750 немовлят. На 2 місця масових похоронів вказав у своїх спогадах покійний член Національної спілки художників України І. В. Василенко, який народився у 1922 році та був свідком трагедії — в районі сучасного Критого ринку та на кладовищі у південній частині Хортиці, Серед померлих в основному були селяни, що намагалися на новобудовах Запоріжжя врятуватися від голоду.
Голод охопив Казахстан, Кубань, Наддоння й частково Надволжя, Західний Сибір, але, на відміну від України, ці території були охоплені голодом лише частково. В Україні голод був тотальним, чого не було у інших регіонах СРСР.
Остаточна кількість жертв голодомору по області не встановлена. Але, орієнтовно, мова йде про 200 й більше тисяч осіб.

#### Довоєнне життя
На початок 1940 року у Запорізькій області налічувалось 26 933 комуністи, об'єднаних у 1373 первинні партійні організації, у тому числі 229 колгоспних. Комсомольська організація області налічувала 85 тис. чоловік. Сільських дівчат й жінок заохочували до праці на тракторах й комбайнах — діяв заклик трактористки України П. Ангеліної «Сто тисяч подруг — на трактор!»
У зв'язку з бурхливим розвитком промисловості населення Запорізької області зростало на 20 % швидше, ніж по республіці. Якщо в 1926 році, до початку будівництва Дніпрогесу, частка міського населення становила 11 %, то в 1939 році в містах проживало 40 % населення області. Особливо інтенсивно зростало воно в місті Запоріжжі. У 1939 році тут мешкало 289 тис. чоловік. У 1940 року в Запоріжжі налічувалось 1898 тис. кв. метрів корисної житлової площі. У 1940 році на кожного міського жителя припадало проданих товарів народного споживання на суму 1250 крб., сільського жителя — на 500 карбованців. 1940 року в області діяли 92 лікарні та 373 фельдшерсько-акушерські пункти. В лікувальних закладах працювало понад тисячу лікарів та 3 тис. чоловік середнього медичного персоналу. Діяли десятки дитячих садків та дитячих ясел. Протягом перших двох п'ятирічок впроваджено в життя загальну обов'язкову початкову освіту на селі та семирічну в містах. У 3-ій п'ятирічці в містах почався перехід до обов'язкової загальної середньої освіти. У 1940/41 навчальному році в області навчалося учнів у чотири рази більше, ніж у 1914 році. Середні школи охоплювали 121 тисячу учнів. Це в 47 разів більше, ніж у 1914/15 навчальному році. В 1940/41 навчальному році область мала 7 вузів, де навчалося 7500 студентів, а в 15 технікумах і спеціальних середніх учбових закладах — 8900 чоловік.
З 1931 року в Запоріжжі розпочав своє друге творче життя український музично-драматичний театр ім. М. К. Заньковецької. Розгорнув роботу ляльковий театр та драматичні театри в Мелітополі і Бердянську. В області друкувалися 21 районна, 2 міські і 3 обласні газети, тираж яких досягав 105 тис. примірників.
У Запоріжжі виходив журнал «Темпи» — орган Запорізької філії Всеукраїнської організації комсомольських письменників «Молодняк».

#### Утворення Запорізької області
Запорізька область була створена 10 січня 1939 року у складі 27 районів, що раніше входили до Дніпропетровської області: Андріївський, Бердянський, Василівський, Велико-Білозерський, Велико-Токмацький, Веселівський, Генічеський, Гуляйпільський, Кам'янсько-Дніпровський, Коларівський, Куйбишевський, Люксембурзький (німецький), Мелітопольський, Михайлівський, Молочанський, Нижньо-Сірогозький, Нововасилівський, Ново-Златопольський (єврейський), Ново-Миколаївський, Оріхівський, Полозький, Приозівський, Ротфронтівський (німецький), Сиваський, Червоноармійський, Чернігівський, Якимівський: та 2 райони з Миколаївської області: Велико-Лепетиський й Ново-Троїцький. За площею новостворена Запорізька область була більшою за сучасну область — вона включала частини сучасних Херсонської й Донецької областей.
11 лютого був утворений Запорізький район. 26 березня замість Коларівського, Люксембурзького, Молочанського й Ротфронтівського районів створено Приморський район, таким чином держава знищувала небезпечні національні територіальні осередки болгар й німців-менонітів.
7 березня 1939 року перейменовано місто Бердянськ на Осипенково, а Бердянський район на Осипенківський район, на ім'я радянської льотчиці Поліни Осипенко.

#### Німецько-радянська війна
18 серпня 1941 року почалась евакуація підприємств чорної та кольорової металургії. Тільки з металургійних підприємств на 3 жовтня 1941 року вивезено 320 тис. тонн вантажів, для чого використано 16 тис. залізничних вагонів і платформ. До східних районів країни евакуйовано устаткування машинобудівних заводів Запоріжжя, Мелітополя, Токмака, Бердянська, підприємств місцевої і кооперативної промисловості, техніку МТС з усіх 28 сільських районів області. До колгоспів і радгоспів Поволжя та Північного Кавказу відправлено 156 тис. коней, 275 тис. голів великої рогатої худоби, багато овець та свиней.
З наближенням фронту на захисних спорудах біля Дніпрогесу та залізничних мостів через Дніпро разом з частинами Червоної Армії місто захищали робітничі батальйони.
За наказом Йосипа Сталіна 18 серпня було підірвано Дніпрогес. Хвиля у 30 метрів заввишки горнула все перед себе. Підрив стався близько 20 години 18 серпня. За кілька хвилин велика хвиля дніпровської води накрила нижню частину Хортиці та південні райони міста. У водах потонули за різними підрахунками від 20 до 100 тисяч людей: місцеві жителі, що мешкали понад берегом Дніпра та солдати Червоної армії, котрі того вечора переправлялись на лівий берег. Підрив гототували начальник Відділу військово-інженерного управління штаба Південного фронту підполковник Олексій Петровський та представник Генерального штабу Червоної Армії, начальник окремого науково-дослідного воєнно-інженерного інституту (Москва) воєнний інженер 1-го рангу Борис Єпов. Виконавцями була група НКВС з полку НКВС що розташовувався у місті Запоріжжя. Про вибух не було повідомлено ані місцеве населення, ані військове керівництво.
В ніч з 18 на 19 серпня 1941 року частини радянських військ, переправлялися на лівий берег. Разом з окремими армійськими частинами ополченці та винищувальні батальйони, зайнявши рубіж оборони від села Підпорожнянського до села Миколаївки, протягом двох діб стримували німців. Це дало змогу частинам Червоної Армії перегрупуватися, підтягти резерви і зайняти нові позиції в районі міста.
Ополченці та бійці винищувальних батальйонів обороняли рубежі на широкому фронті.
4 жовтня 1941 року — Запоріжжя й на початку жовтня 1941 року всю територію області взяли під контроль німецькі війська. Вони проводили чистки від більшовиків й їх спільників. У Запоріжжі за час окупації було розстріляно за містом 43 тис. громадян. У Мелітополі місцем розстрілів став протитанковий рів, у Бердянську — Мерликова балка. За неповними даними, окупанти стратили по області близько 67 тис. мирного населення, близько 11 тис. військовополонених. Було вивезено для роботи на підприємствах Німеччини 157 416 юнаків й дівчат, багато з яких не повернулися до своїх домівок.
Радянські диверсанти чинили на заводах саботаж. Так на алюмінієвому заводі виводилися з ладу відновлені німцями електролізні ванни, псувалися механізми, ховалися від німців кольорові метали. У паровозному депо й на станції Запоріжжя-ІІ затягувався ремонт паровозів, виводилися з ладу інжектори, в мастило і букси паровозів та вагонів потрапляв пісок. Псувалися лінії зв'язку, допомагали радянським воїнам, які втекли з полону, діставали для них чисті бланки паспортів та виготовляли фіктивні документи.
124 запорожців удостоєні звання Героя Радянського Союзу.
Радянські частини вступили на територію Запорізької області 14 вересня 1943, увійшовши 20 вересня у Комишуваху, 22 вересня — Червоноармійськ (нині Вільнянськ) війська 12-ї армії, 3-ї та 8-ї гвардійських армій, 23-го танкового і 1-го гвардійського механізованих корпусів Південно-Західного фронту під командуванням генерала армії Р. Я. Малиновського наблизились до Запоріжжя.
Німецьке командування створило навколо міста укріплену лінію. Для цього воно використало дніпровські плавні на південь від Запоріжжя та витягнену затоку з крутим берегом на північ від нього, оперезавши місто трьома укріпленими поясами. Основний, зовнішній, віддалений від міста на 18—20 км, мав протяжність близько 60 кілометрів.
Вирішальна битва на підступах до Запоріжжя почалася 10 жовтня 1943 року штурмом зовнішнього обводу німецьких укріплень — протитанкового рову та ескарпованих схилів численних балок. У ніч з 13 на 14 жовтня 1943 року вперше в практиці боїв радянське командування здійснило нічний штурм великого міста, що закінчився взяттям Запоріжжя.
У другій половині вересня 1943 року війська Південного фронту під командуванням генерал-полковника Ф. І. Толбухіна підійшли до р. Молочної. Мелітопольське угруповання німців, яке захищало підступи до Криму та пониззя Дніпра, внаслідок перемоги Червоної Армії в районі Запоріжжя, опинилося на цей час у скрутному становищі. Війська 4-го Українського фронту в складі 2-ї гвардійської, 5-ї ударної, 44-ї і 51-ї армій в період з 26 вересня по 5 листопада 1943 року успішно провели Мелітопольську операцію й відкинули німецьку армію до Дніпра й Криму. Головний опорний пункт німців на цій ділянці — Мелітополь після багатоденних боїв взято 23 жовтня, 29 грудня німців вибили з Верхнє-Хортицького, а 8 лютого 1944 року — з Кам'янсько-Дніпровського районів.

#### Післявоєнна відбудова
Внаслідок війни в області знищено 475 підприємств, всі МТС, майже всі громадські та виробничі приміщення радгоспів і колгоспів. Загальні збитки народному господарству області становили 18,7 млрд карбованців.
Успішна відбудова Придніпровського промислового комплексу значною мірою залежала від якнайшвидшого відродження Дніпровської гідроелектростанції. Протягом трьох місяців тут працювало понад 20 тис. трудящих 22-х сільських районів області. Колгоспи Київської області направили на будову 600 чоловік і 226 підвод. У березні 1947 року дав струм перший турбогенератор, а 1950 року Дніпрогес повністю відродився, — він виробляв електроенергії набагато більше, ніж до війни.
Другим важливим об'єктом відбудови стали заводи чорної і кольорової металургії. На «Запоріжсталі» виник трест «Запоріжбуд» та багато спеціалізованих організацій.
Наприкінці 1945 року вже випускали продукцію 109 підприємств союзного і республіканського підпорядкування.
У сільському господарстві переважну більшість працівників становили жінки і підлітки, докладали всіх зусиль, щоб своєчасно зібрати хліб, відродити посівні площі, відновити тваринницькі ферми колгоспів й радгоспів.
Проводилося розмінуванням території області.
За 4-ї (першої післявоєнної) п'ятирічки великого розмаху набули відбудовні роботи підприємств металургійної й енергетичної промисловості. Запорізький обком КП(б)У очолював з серпня 1946 до листопада 1947 року Леонід Брежнєв.
Завдяки роботі тресту «Запоріжбуд» на кінець 1947 року перша черга заводу чорної металургії «Запоріжсталь» вступила до ладу.
До початку 1950 року відновили роботу всі 670 заводів і фабрик області.

#### Післясталінський радянський період
Швидкими темпами розвивалась чорна металургія. Валова продукція промисловості області за 1956—1968 рр. порівняно з 1955 роком зросла на 110 %.
Запорізький автомобільний завод «Комунар», створений на базі комбайнового, та Мелітопольський моторобудівний завод, що виготовляв мотори для автомобіля «Запорожець», фактично стали новими підприємствами. Справжніми промисловими центрами, крім Запоріжжя, стали Мелітополь, Бердянськ, Токмак.
У Мелітополі працювало 10 машинобудівних заводів, а всього — 34 підприємства, що випускають понад 150 назв різних виробів, серед яких — холодильники й компресори.
Бердянськ у післявоєнні роки став містом електротехнічної, машинобудівної, хімічної, харчової та легкої промисловості. Збудовані нові підприємства в Оріхові — «Орсільмаш», у Василівці — взуттєву фабрику, залізорудний комбінат на Білозерському родовищі, що має мільярди тонн високоякісної руди, що за концентрацією заліза (65—70 %) не має собі рівних серед родовищ країни.
У 1950—1970 роках у Запорізькій області були створені нові галузі індустрії — електротехнічна, хімічна. Продовжував зростати енергетичний потенціал області. Поруч із введенням у дію ДніпроГЕСу-2, споруджено Запорізьку ДРЕС та Запорізьку атомну електростанцію.

## Доба Незалежності

### За президентства Леоніда Кравчука
На Референдумі про Незалежність України 1 грудня 1991 року «за» висловилося 90,66 %, й «проти» 7,34 % виборців області.
Одноденно з референдумом сталися перші вибори Президента України, на яких 1 грудня 1991 року у Запорізький області переміг Голова Верховної Ради України Леонід Кравчук з 74,73 % (В'ячеслав Чорновіл 12,98 %, Володимир Гриньов 3,87 %, Левко Лук'яненко 3,07 %) у першому турі.

### За президентства Леоніда Кучми
На дострокових виборах Президента України 10 липня 1994 року у Запорізький області переміг червоний директор-ракетник з Дніпропетровська Леонід Кучма з 49,4 % (Леонід Кравчук 24,2 %, Олександр Мороз 12,7 %) у першому турі й 70,7 % у другому турі (Леонід Кравчук 26,8 %).
7 липня 1995 року призначено першого голову Запорізької ОДА В'ячелава Похвальського (1995—1998).
9 квітня 1998 року призначено головою Запорізької ОДА Володимира Куратченко (1998—1999).
На виборах Президента України 14 листопада 1999 року на відміну від усієї України, коли перемогу здобув Президент України Леонід Кучма, у Запорізький області переміг 1-й секретар КПУ з Донецької області Петро Симоненко з 30,8 % (Леонід Кучма 30,7 %, Олександр Мороз 9,3 %) у першому турі, 49,7 % у другому турі (Леонід Кучма 44,8 %).
27 січня 1999 року призначено головою Запорізької ОДА Євгена Карташова (1999). 2 грудні 1999 року призначено головою Запорізької ОДА Володимира Куратченко (1999—2000). 14 червня 2000 року призначено головою Запорізької ОДА Олексія Кучеренко (2000—2001). 19—26 березня 2001 року виконував обов'язки голови Запорізької ОДА Сергій Сазонов. 26 березня 2001 року призначено головою Запорізької ОДА Євгена Карташова (2001—2003). 29 липня 2003 року призначено головою Запорізької ОДА Володимира Березовського (2003—2005).

### За президентства Віктора Ющенка
На виборах Президента України 26 грудня 2004 року на відміну від усієї України, коли перемогу (за допомогою Помаранчевої революції) здобув Віктор Ющенко, у Запорізький області переміг колишній злочинець з Донецької області Віктор Янукович з 55,7 % (Віктор Ющенко 16,6 %, Петро Симоненко 8,8 %) у першому турі, 70,3 % у другому турі (Віктор Ющенко 24,1 %) та у переголосуванні другого туру 70,1 % (Віктор Ющенко 24,5 %).
У травні 2004 року й у липні 2005 році ви́бухнули артилері́йські склади у Новобогда́нівці Мелітопольського району.
4 лютого 2005 року призначено головою Запорізької ОДА Юрія Артеменка (2005). З 8 листопада до 8 грудня 2005 року виконував обов'язки голови Запорізької ОДА Анатолій Головко. 8 грудня 2005 року призначено головою Запорізької ОДА Євгена Червоненка (2005—2007). Тимчасовим виконавцем обов'язки голови Запорізької ОДА з 24 грудня 2007 року до 30 травня 2008 був Валерій Черкаска, й з 30 травня до 28 вересня 2008 року був Олександр Старух. 25 вересня 2008 року призначено головою Запорізької ОДА Олександра Старуха (2008—2010).

### За президентства Віктора Януковича
На виборах Президента України 7 лютого 2010 року у Запорізький області переміг ставленик Кремля Віктор Янукович з 50,83 % (Сергій Тігіпко 17,7 %, Юлія Тимошенко 12,3 %) у першому турі й 71,50 % у другому турі (Юлія Тимошенко 22,22 %).
Восени 2010 року облрада прийняла закон про статус регіональної для російської мови у Запорізькій області. Прийняті міри по залишенню 80 з 621 середніх шкіл з російською мовою викладання.
18 березня 2010 року призначено головою Запорізької ОДА Бориса Петрова (2010—2011). 3 листопада 2011 року призначено головою Запорізької ОДА Олександра Пеклушенко (2011—2014).

#### Революція Гідності
Перші мітинги почалися 24 листопада 2013 року на Фестивальній площі перед Запорізькою ОДА. 4 грудня розпочинається автопробіги на підтримку Євромайдана. 6 грудня невідомі підняли прапор Євросоюзу над Хортицьким заповідником. 13 грудня на залізничному вокзалі Запоріжжя-1 виявлено додатковий поїзд № 572 на Київ для перевезення тітушок на Антимайдан до Києва, за відрядженням міського голови Запоріжжя Олександра Сіна. 17 грудня провладний мітинг регіоналів й комуністів біля приміщення ОДА. 29 грудня відвідини й виступ на запорізькому майдані Юрія Луценка.
26 січня 2014 року міліція жорстко побила учасників Євромайдану під будівлею Запорізької ОДА у Запоріжжі, що вимагали відставку ставленика проросійського президента України Віктора Януковича голови ОДА у Запорізькій області Олександра Пеклушенко. Мітинг зібрав близько 5 тисяч осіб. Була спроба захоплення приміщення ОДА. Залучалися футбольні фанати для охорони протесту.
27 січня Майдан й провладний Антимайдан зібрався перед ОДА. Міліція затримує лідера Майдану Ігоря Артюшенка. Створюється місцева самооборона.
2 лютого Майдан перемістився на вулицю 12 квітня до пам'ятника колишньому запорізькому меру Олександру Поляку. Антимайдан зібрався біля ОДА на якому закликали до «очищення міста від бандерівців».
3 лютого 2014 року формуються загони дружинників для патрулювання міста Запоріжжя.
5 лютого створюється база тітушок, що брали участь у розгоні Майдану 26 січня у Запоріжжі
6 лютого мітинг проросійських сил партії «Український вибір», КПУ, ГО «Славянская гвардия» та інших зі спаленням опудала Степана Бандери, вимоги федералізації України, заклик до Росії до силового втручання в Україну.
19 лютого Запорізька міська рада заборонила проводити до 10 березня мітинги.
21 лютого вшанування загиблих у Києві. 22 лютого 2014 року — Ленінопад у Запоріжжі та по області.
23 лютого протестувальники займають будівлі ОДА без спротиву міліції.
24 лютого створюється Народна рада; очільника ОДА просять про відставку, після його відмови його виводять з будівлі ОДА; створення Жіночої сотні Запоріжжя.
27 лютого 2014 року до Самооборони Майдану приєднуються колишні військові; створюються оперативні загони самооборони в усіх районах міста Запоріжжя.
2 березня — масовий мітинг мешканців Запоріжжя біля ОДА проти російського втручання, захоплення російськими диверсантами Запорізької ОДА; Жіноча сотня випускає голубів у небо.
3 березня 2014 року призначено головою Запорізької ОДА Валерія Баранова (2014).

### За президентства Петра Порошенка
На позачергових виборах Президента України 14 червня 2014 року у Запорізький області переміг Петро Порошенко з 38,15 % у першому й єдиному турі. Його суперники набрали: Сергій Тигипко 13,74 % й Юлія Тимошенко 9,73 %.
На парламентських виборах 26 жовтня 2014 року по округах Запорізької області перемогли:
- ОВО № 74 (Запоріжжя) Петро Сабашук («Блок Петра Порошенка»)
- ОВО № 75 (Запоріжжя) організатор Запорізького євромайдану Ігор Артюшенко («Блок Петра Порошенка»)
- ОВО № 76 (Запоріжжя) Микола Фролов («Блок Петра Порошенка»)
- ОВО № 77 (Запоріжжя) Вячеслав Богуслаєв (директор «Мотор-Січі»). Член депутатської групи «Воля народу». Член Комітету Верховної Ради України з питань національної безпеки і оборони.
- ОВО № 78 (Бердянськ) Олександр Пономарьов (самовисування)
- ОВО № 79 (Василівка) Володимир Бандуров (колишній депутат від Партії регіонів, що голосував за диктаторські закони 16 січня 2014 року, й що переміг на виборах 2014 року після революції Гідності завдяки фальсифікації[14]). Член депутатської групи «Воля народу».
- ОВО № 80 (Мелітополь) Євген Балицький (колишній член Партії регіонів, голосував за диктарські закони 16 січня 2014 року, за геноцид українських націоналістів над поляками на Волині, член партії Опоблок, не визнав суверенітет України над ОРДЛО, відвідував окупований Крим)
- ОВО № 81 (Токмак) Сергій Валентиров (самовисування), член фракції «Блок Петра Порошенка».
- ОВО № 82 (Пологи) Вадим Кривохатько («Блок Петра Порошенка»)

20 лютого 2015 року призначено головою Запорізької ОДА Валентина Резніченка (2015). 6 квітня 2015 року призначено головою Запорізької ОДА Григорія Самардака (2015). 22 квітня 2016 року призначено головою Запорізької ОДА Костянтина Бриля (2016—2019).

#### Війна на Сході України
Після перемоги Революції Гідності у Запорізькій області були спроби сепаратистської агітації російської агентури. Колони агітаторів з Криму були відкинуті при спробі в'їхати у Запоріжжя; у Бердянську самопризначався «народний мер» та інше.
З початком бойових дій на Маріупольському напрямі схід області перетворився на військовий тиловий район.
У 2018 році у Бердянську була створена військова база Військово-морських сил України на Азовському морі з пунктами базування у Генічеську й Маріуполі.

### За президентства Володимира Зеленського
На виборах Президента України 21 квітня 2019 року у Запорізький області переміг Володимир Зеленський з 39,75 % (Юрій Бойко 18,79 %, Олександр Вілкул 9,39 %, Петро Порошенко 8,76 %) у першому турі й 86,55 % (Петро Порошенко 11,51 %) у другому турі.
З 11 червня до 5 вересня 2019 року тимчасовим виконавцем обов'язків голови Запорізької ОДА була Елла Слепян. 5 вересня 2019 року головою Запорізької ОДА призначено Віталія Туринока.